# Globalització i malaltia

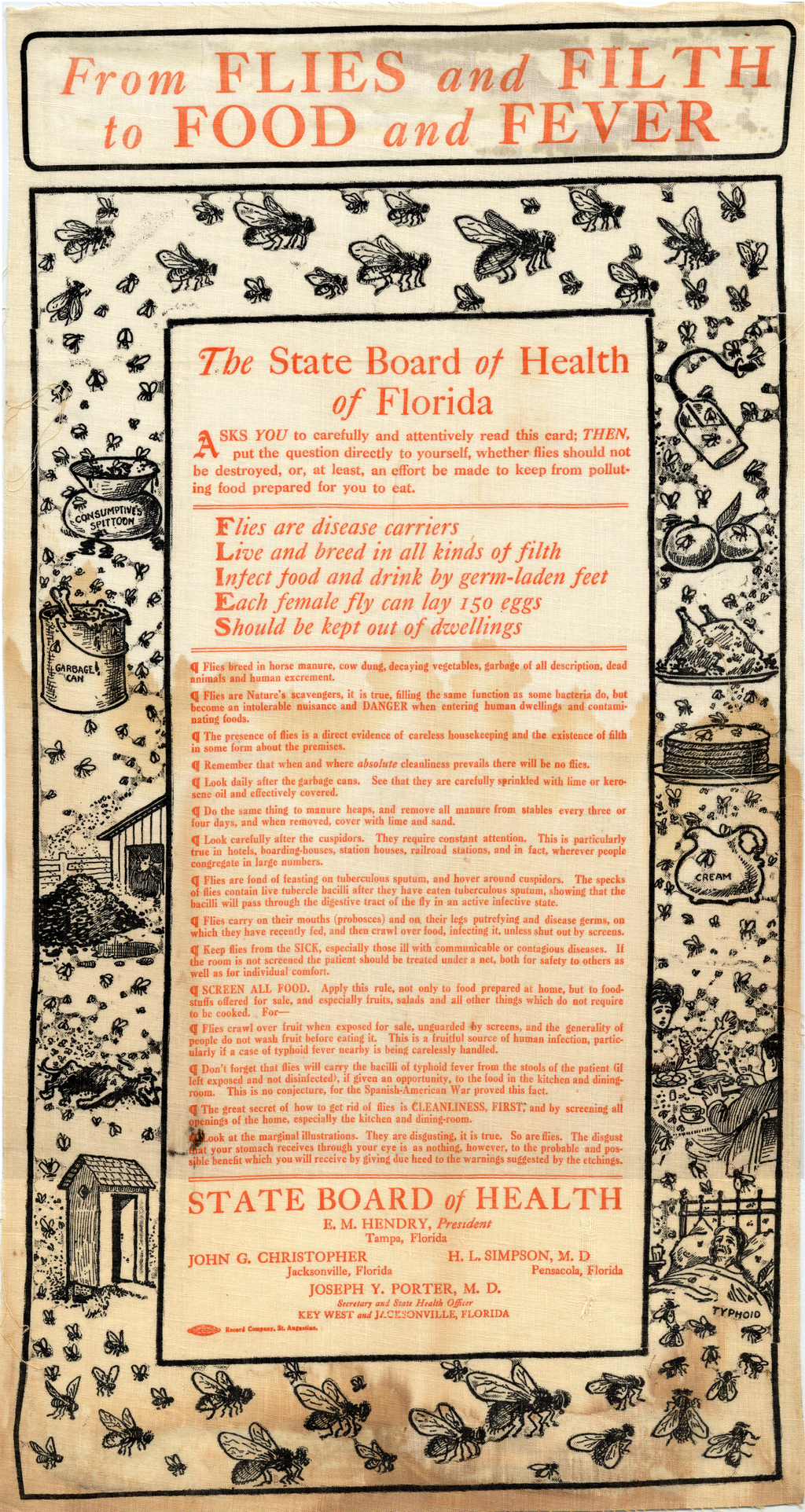
From FLIES and FILTH to FOOD and FEVER En français (De MOSQUES i la BRUTICIA, dels ALIMENTS i la FEBRE). Cartell publicat pel State Board of Health de Florida el 1916.

La globalització, a partir del fluxe d'informació, béns, capital i persones, i sense distinció de fronteres polítiques i geogràfiques, permet que les malalties infeccioses s'estenguin ràpidament arreu del món. Alhora facilita alleujar factors com la fam i la pobresa, que són determinants de la salut global. La propagació de malalties a gran escala geogràfica ha augmentat al llarg de la història. Les primeres malalties que es van estendre des d'Àsia fins a Europa van ser la pesta bubònica, la grip de diversos tipus, i altres infeccions similars.
En l'era actual de la globalització, el món és més interdependent que en cap altre moment. El transport eficaç i econòmic ha deixat pocs llocs inaccessibles i, l'increment del comerç mundial de productes agrícoles ha posat en contacte cada cop més persones amb malalties animals que posteriorment han saltat les barreres d'espècies: les zoonosis.
La globalització es va intensificar durant l'Era de l'exploració, però feia temps que s'havien establert rutes comercials entre Àsia i Europa, a través de les quals també es transmetien malalties. L'augment dels viatges entre territoris ha ajudat a estendre malalties a societats indígenes que no hi havien estat mai exposades. Quan una població autòctona està infectada per una nova malaltia, que no ha desenvolupat anticossos a través de generacions d'exposició prèvia, la nova malaltia acostuma a impactar amb força a la població. Aquest tipus de transmissió es fa palès especialment en les malalties infeccioses emergents.
L'Etiologia, la branca moderna de la ciència que tracta les causes de malalties infeccioses, reconeix cinc modes principals de transmissió de malalties: transmissió aèria, a l'aigua, a la sang, per contacte directe o sexual i a través de vectors (insectes o altres animals que transporten agents patògens d'una espècie a l'altra). A mesura que els humans començaven a viatjar per rutes marítimes i terrestres, es posaven en contacte poblacions que abans havien estat aïllades, es va poder establir com les malalties s'havien propagat pels cinc modes de transmissió. Recentment s'ha concretat un terme per l'estudi de la interrelació entre malalties vegetals, animals i humanes. El 1964, l'epidemiòleg Calvin Schwabe el va establir amb el nom de One Health (Una sola salut).

## Rutes de viatge i globalització
L'Era de l'exploració fa referència generalment al període comprès entre els segles XV i XVII. Durant aquests segles, els avenços tecnològics en la construcció naval i la navegació van facilitar que les nacions exploressin més enllà de les seves fronteres. La globalització va comportar molts beneficis: es van descobrir nous productes alimentaris per als europeus, com el te, la seda i el sucre a partir dels quals es van desenvolupar noves rutes comercials a l'Àfrica fins a l'Índia i les Moluques, Àsia i, cap a Amèrica.
A més del comerç de béns, moltes nacions van començar a comerciar amb esclaus. El comerç d'esclaus era una altra forma de transmetre malalties a nous llocs i pobles. Aquest es el cas de les malalties transmeses des de l'Àfrica subsahariana fins al Carib i les Amèriques. Durant aquest temps, diferents societats van començar a integrar-se, augmentant la concentració d'humans i animals en determinats espais. Aquest fet, juntament amb l'aparició de noves malalties i les poques mesures d'higiene, van provocar la seva mutació entre patògens d'animals a humans. Es el que coneixem com a zoonosis.

Durant aquests temps, el tractament de les malalties per part de bruixots se centrava sovint en la màgia i la religió, amb la curació tant del cos com de l'ànima, en lloc de centrar-se en la simptomatologia com ho fa la medicina moderna. La medicina preventiva sovint incloïa l'ús d'herbes i la meditació. A partir d'evidències arqueològiques, alguns metges antics tant d'Europa com d'Amèrica del Sud van utilitzar la trepanació, fent un forat al crani per alliberar la malaltia. Sovint es pensava que les malalties agudes eren sobrenaturals o màgiques. El resultat de la introducció de les malalties euroasiàtiques al continent americà va prodjuir que molts pobles autòctons van ser erradicats per malalties i gèrmens, mes que per l'ús de canons o altres armes que utilitzaven els colonitzadors. Els investigadors estimen que durant quatre segles les malalties infeccioses van ocasionar pèrdues de fins al 90 per cent de les poblacions indígenes d'Amèrica.

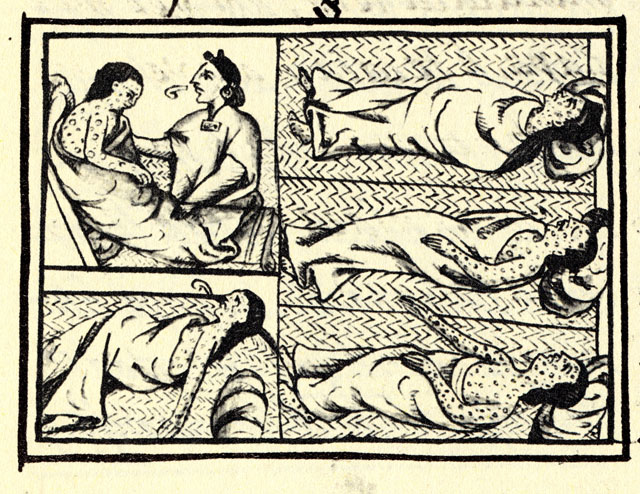
Dibuix de text que acompanya al Llibre XII del Còdex florentí del (recopilat 1555-1576), mostrant Nahues de Mèxic central amb verola.

A Europa en plena època d'exploració, malalties com la verola, el xarampió i la tuberculosi (TB) ja s'havien introduït segles abans a través del comerç amb Àsia i Àfrica. La gent havia desenvolupat alguns anticossos d'aquestes i altres malalties del continent euroasiàtic. Quan els europeus van viatjar a nous territoris, van portar aquestes malalties amb elles, tot i que alguns creuen que la tuberculosi ja era endèmica al continent americà. Quan aquestes malalties es van introduir per primera vegada a noves poblacions, els efectes sobre la població autòctona es va generalitzar, provocant una gran mortaldat. L'origen d'aquest fluxe de patògens entre el vell i nou continent s'orgina amb el que anomenem intercanvi colombí, que fa referència al primer contacte de Christòfor Colom amb els pobles nadius del Carib, i que va iniciar el comerç d'animals i plantes i, sense voler, el començament d'un intercanvi de malalties.
A partir del segle xix la medicina occidental va començar a reconèixer l'existència i el paper dels microorganismes amb relació a la malaltia. Molts científics tenien idees sobre l'existència dels microbis. Però no va es va concretar fins que Louis Pasteur va difondre la seva teoria microbiana de la malaltia. Aquesta idea va quallar amb el principi de rentar-se les mans i mantenir l'esterilitat en la pràctica mèdica que havia implementà Joseph Lister. Així doncs, les pràctiques asèptiques es van generalitzar per fer front a les malalties infeccioses. Molta gent era força escèptica, però el 22 de maig de 1881 Pasteur va demostrar de manera persuasiva la validesa de la seva teoria amb un primer exemple de vacunació. La vacuna del carboncle es va administrar a 25 ovelles, mentre que altres 25 es van separar en un tractament i control de grups. El 31 de maig de 1881 totes les ovelles van ser exposades al carboncle. Mentre que cada ovella del grup de control moria, les ovelles vacunades van sobreviure. L'experiment de Pasteur es convertiria en una fita en la prevenció de malalties. Els seus resultats, juntament amb altres vacunes que van seguir, van canviar la manera com globalització de la malaltia va afectar el món.

### Efectes de la globalització sobre les malalties en el món modern

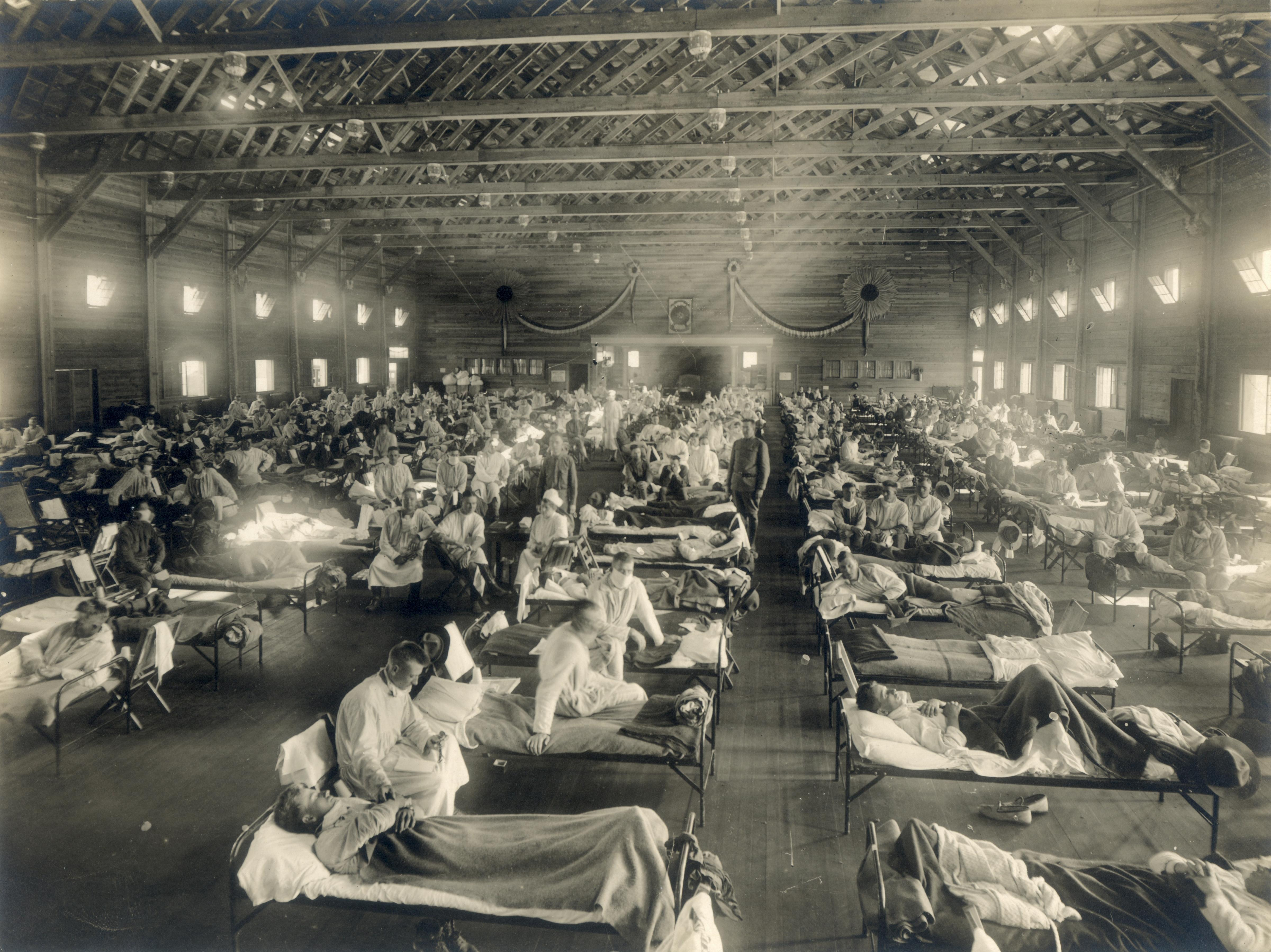
Hospital de campanya durant l'epidèmia de grip, Camp Funston, Kansas. Hospital d'emergència durant epidèmia de grip (NCP 1603), Museu Nacional de Salut i Medicina (1918)

Els sistemes de transport moderns permeten que més persones i productes puguin viatjar al món a un ritme més ràpid. També obren els corredors aeris al moviment transcontinental dels vectors de malalties infeccioses. Un exemple és el Virus del Nil occidental. Es creu que aquesta malaltia va arribar als Estats Units a través de “mosquits que creuaven l'oceà dins les basses d'aigua de les rodes d'avió i van arribar a Nova York el 1999". Amb l'ús del transport aeri, les persones poden viatjar per tot el món, contraure una malaltia i no presentar cap símptoma de la malaltia contreta fins després d'arribar a casa, i d'haver exposat durant el trajecte a altres persones que poden contraure diferents malalties víriques.
A mesura que la medicina va avançant, s'han desenvolupat moltes vacunes i tractaments per a algunes de les pitjors infeccions (pesta, sífilis, tifus, còlera, malària) que pateixen els humans. L'evolució dels organismes patògens és molt ràpida i, fins i tot amb les vacunes, hi ha dificultats per proporcionar la immunitat plena per a moltes malalties. Tot i la controvèrsia de les vacunes, sense la seva existència el món global seguiria sent vulnerable a les malalties infeccioses presents i futures.
El creixement de les infeccions presenta una amenaça important als temps moderns. Per exemple, l'actual “grip porcina” produïda pel virus H1N1. Es tracta d'una nova soca d'una antiga forma de grip, coneguda des de fa segles com a grip asiàtica en funció dels seu origen en aquest continent. Entre els anys 1918 i 1920, una epidèmia de grip mundial,després de la Primera Guerra Mundial, va assassinar entre 50 i 100 milions de persones, inclòs el mig milió només als Estats Units. El virus H1N1 va evolucionar en combinació amb porcions de virus de grip aviària, porcina i humana.
La globalització ha augmentat la propagació de malalties infeccioses entre els hemisferi sud al nord. També ha permès l'extensió del risc de malalties no transmissibles per les pràctiques i hàbits culturals de les societats occidentals cap a la resta del món. És important orientar i reduir la propagació de malalties infeccioses als països en desenvolupament. Amb tot, també és important abordar els factors de risc de malalties no transmissibles i els riscos d'estil de vida a aquests països que causen malalties, com l'ús o el consum de tabac, alcohol i aliments poc saludables.

## Malalties específiques

### Pesta bubònica

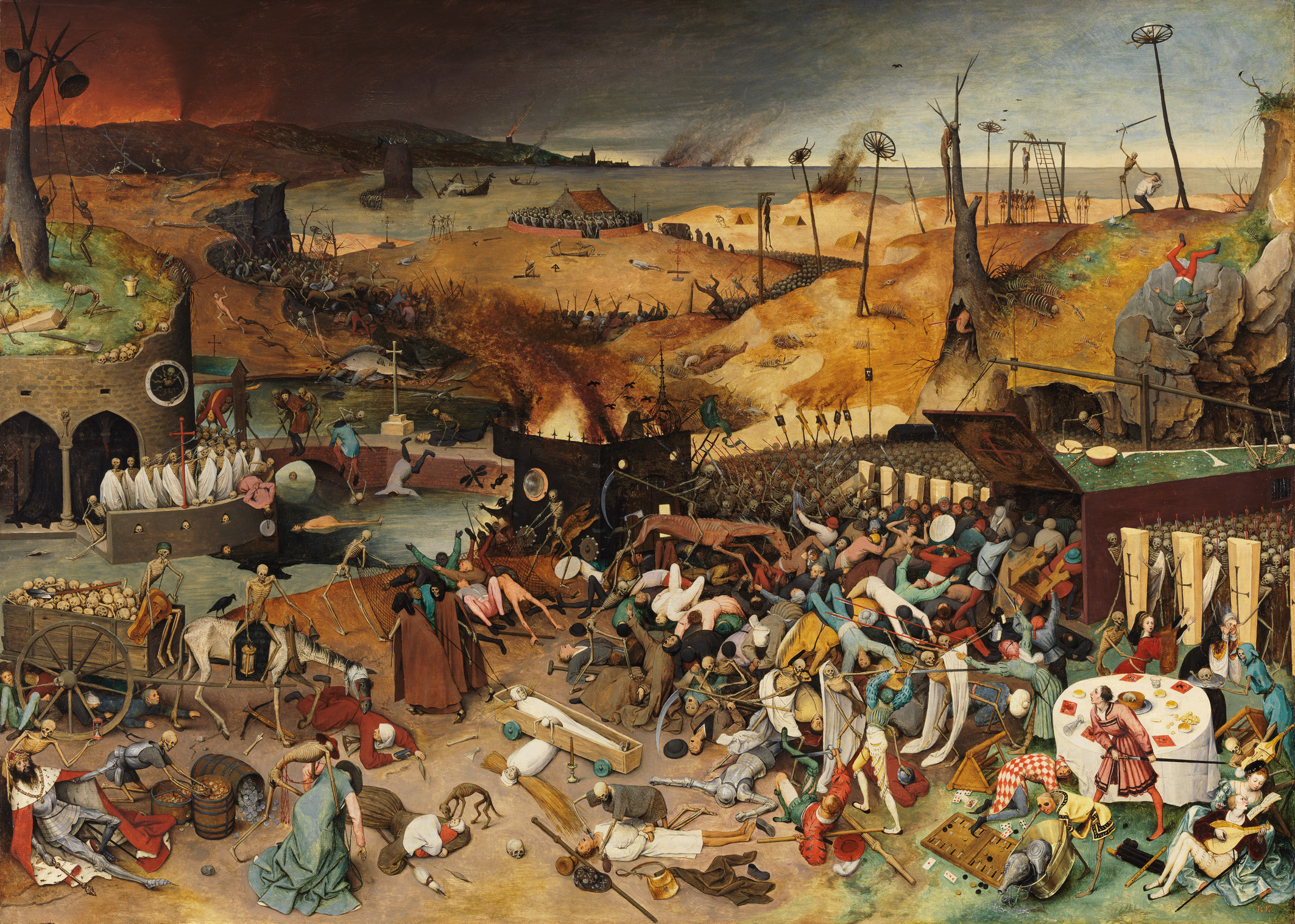
El triomf de la Mort, oli de Pieter Brueghel el Vell que descriu al·legòricament una epidèmia de pesta

La pesta bubònica és una variant de la pesta transmesa per les puces, i causada per l'enterobacteria Yersinia pestis, que va devastar les poblacions humanes a partir del segle xiv. Es va estendre principalment per les puces que vivien a la rata negra, un animal originari del sud d'Àsia i estès a Europa cap al segle vi. La seva expansió es va propagar en ciutats i pobles, viatjant en vaixell amb exploradors. Els humans s'infectarien després de ser mossegats per una puça infectada. El primer signe d'una infecció per la pesta bubònica és la inflor dels ganglis limfàtics i la formació de bubons. Aquests inflamacions de la pell apareixerien per primer cop a la zona de l'engonal o de l'aixella, dels quals sovint sobresortien pus o sang. Les persones infectades poden experimentar una explosió de fluids foscos causats pel sagnat sota la pell. Els símptomes anaven acompanyats d'una febre alta i, en un termini de quatre a set dies després de la infecció, més de la meitat de les víctimes morien.
El primer esclat de pesta registrat a la Xina es va produir a la dècada de 1330, en un moment en què Xina es dedicava a un important comerç amb Àsia occidental i Europa. La pesta, coneguda a l'Edat Mitjana com a Pesta Negra va arribar a Europa l'octubre de 1347. Es pensava que havia estat portat a Europa pel port de Messina, Sicília, per part d'una flota de vaixells comercials genovesos procedents de Feodòssia (Kaffa), un port marítim de la península de Crimea. Quan el vaixell va sortir del port a Kaffa, molts dels habitants de la ciutat estaven morint, i la tripulació tenia pressa per marxar. Quan la flota va arribar a Messina, tota la tripulació estava morta o a punt de morir. Les rates que passejaven a través del vaixell van passar desapercebudes fins a la costa i van portar la malaltia amb les seves puces per tot el continent europeu.

Difusió de la pesta negra a Europa i Pròxim Orient (1346–1353) per O.J. Benedictow.

A Europa, la pesta va colpejar primer les ciutats portuàries, després van seguir les persones que transitaven per les rutes de comerç marítim i terrestre. Va assaltar Itàlia cap a França i les illes Britàniques. Des d'allí es va propagar als Alps a Suïssa i a l'est cap a Hongria i Rússia. Durant el periode dels segles xiv i xv, la plaga retrocediria, però es replicaria cada deu o vint anys. Tanmateix, les epidèmies posteriors no foren mai tant extenses com els brots anteriors, quan el 60% de la població va morir.
A mitjan segle xix, la tercera pandèmia de pesta va sorgir a la província de Yunnan a la Xina. Es va estendre cap a l'est i el sud per la Xina, arribant a Guangzhou (Cantón) i al port colonial britànic de Hong Kong el 1894, on va entrar a les rutes de comerç marítim mundial. La pesta va arribar a Singapur i Bombai el 1896. La Xina va perdre aproximadament 2 milions de persones entre la reaparició de la pesta a mitjans del segle xix i la seva retirada a mitjans del xx. A l'Índia, entre els anys 1896 o els 1920, la plaga va cobrar-se uns 12 milions de vides, la majoria a la província de Bombai. La pesta es va estendre als països de l'oceà Índic, el mar Roig i el Mediterrani. Des de la Xina també es va estendre cap a l'est fins al Japó, les Filipines i Hawaii. A l'Àsia central es va estendre per l'interior dels territoris russos, des de Sibèria fins al Turkistan. Cap al 1901 hi havia brots de pesta a tots els continents i les noves soques de pesta produirien brots regulars durant les dècades següents.

### Xarampió

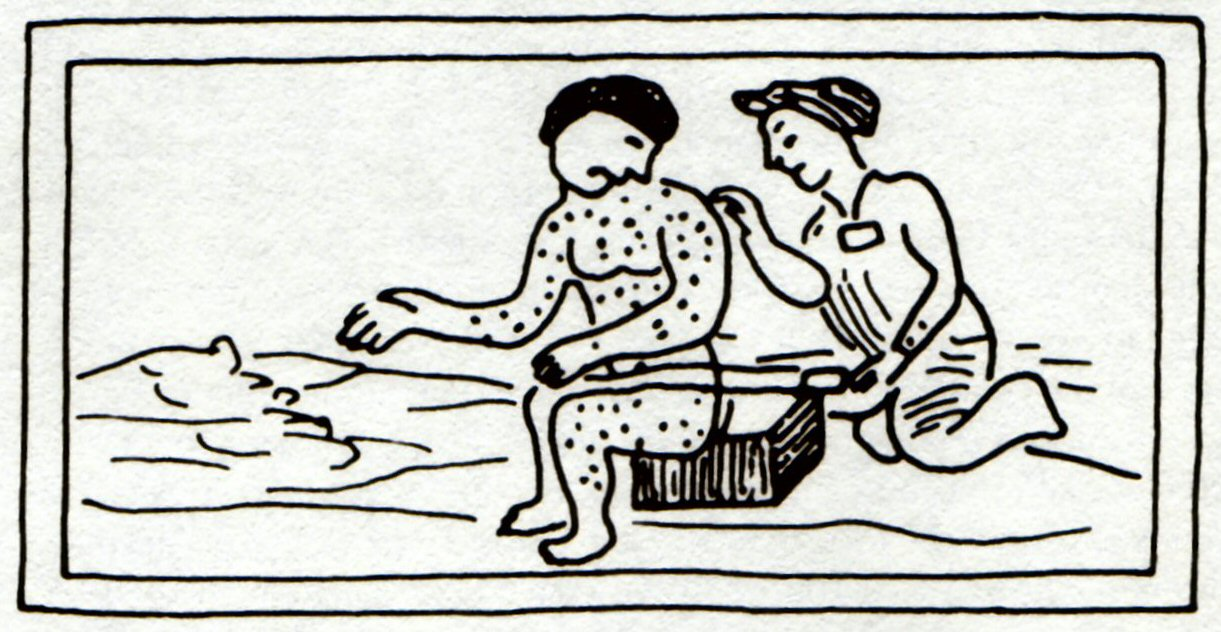
Dibuix asteca d'algú amb xarampió del segle XVI

El xarampió és una malaltia que provoca el virus del xarrampió, del gènere morbillivirus i que es transmès per via aèria. Es altament contagiós en infants, i es propaga pel contacte amb els fluids orals i nasals infectats. Quan una persona amb xarampió te tos o esternuda, allibera partícules microscòpiques a l'aire. Durant el període d'incubació de 4 a 12 dies, un individu infectat no presenta cap símptoma, però a mesura que avança la malaltia apareixen els símptomes següents: mucositat nassal, tos, infecció ocular, febre extremadament alta i erupcions a la pell.
El virus del xarampió va evolucionar a partir de l'actualment erradicat virus de la pesta bovina, que infectava el bestiar. L'anàlisi de seqüències suggereix que els dos virus probablement van divergir entre els segles xi i xii. La soca epidèmica actual va evolucionar al començament del segle xx, molt probablement entre 1908 i 1943.
El xarampió és una malaltia endèmica, el que significa que ha estat present contínuament en la societat i moltes persones n'han desenvolupat resistència. En les poblacions que no han estat exposades al xarampió, l'exposició a la nova malaltia pot ser devastadora. El 1529, un brot de xarampió a Cuba va matar dues terceres parts dels indígenes que havien sobreviscut a la verola. Dos anys després, el xarampió va ser responsable de la mort de la meitat de la població indígena d'Hondures, i va fer estralls a Mèxic, Amèrica Central i els restes de la societat inca.
Entre aproximadament 1855 i 2005, es calcula que el xarampió ha matat prop de 200 milions de persones a tot el món. Es creu que de set a vuit milions de nens van morir de xarampió cada any abans de la introducció de la vacuna. L'Organització Mundial de la Salut va reconèixer vuit clades anomenades A, B, C, D, E, F, G i H. S'han identificat i designat vint-i-tres ceps del virus del xarampió dins d'aquests clades. Maurice Hilleman va desenvolupar la primera vacuna amb èxit quan treballava a Merck. Les vacunes amb llicència per prevenir la malaltia van estar disponibles el 1963. Es va aconseguir una vacuna millorada contra el xarampió el 1968.

### Tifus

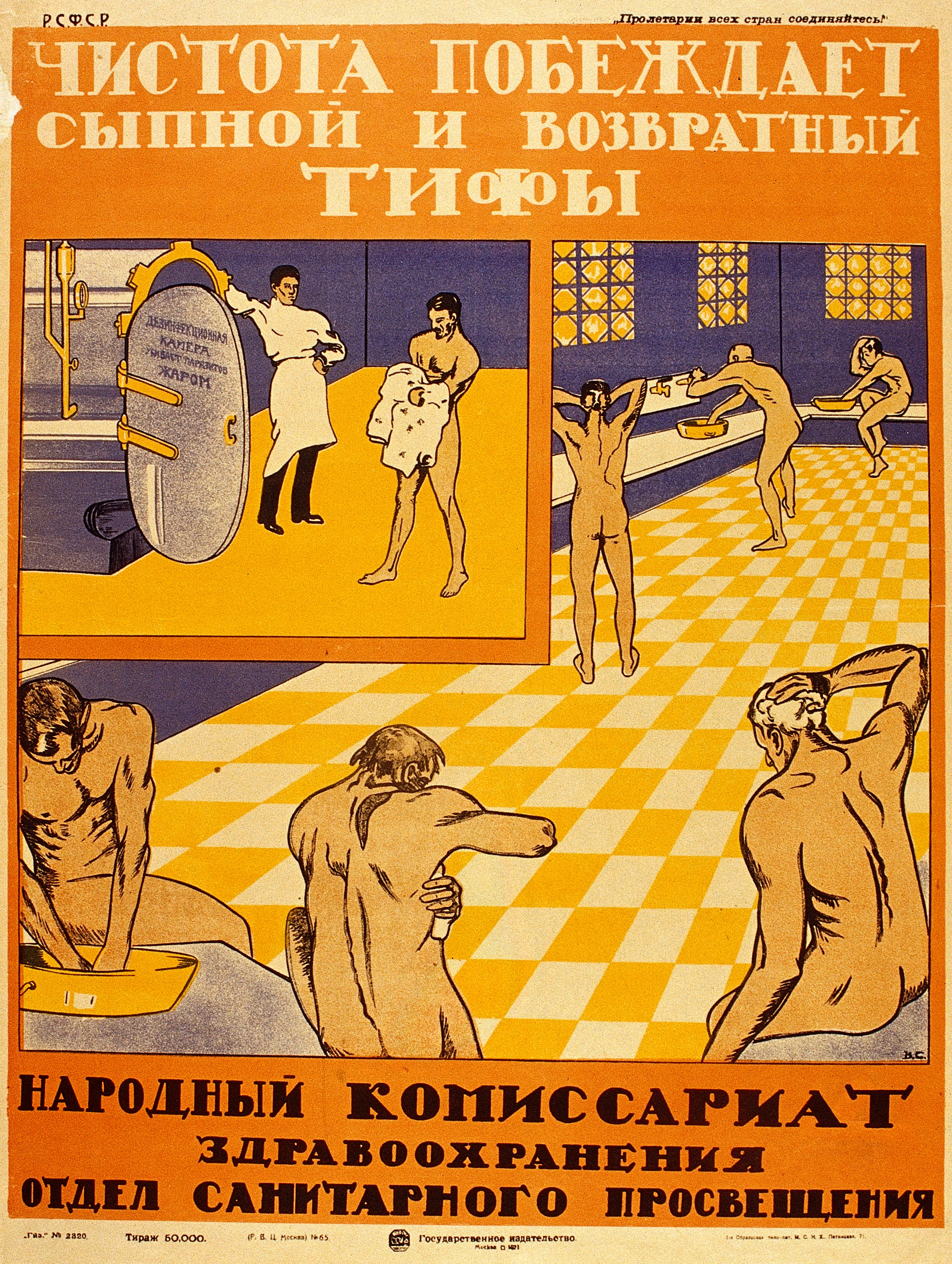
Homes rentant-se en un bany públic o de fàbrica per evitar tifus amb maquinària per rentar la roba. Litografia en color de V.S., 1921 (Wellcome Collection).

El tifus és causat per la rickettsia, que es transmet als humans a través de polls (Ftiràpters). El principal vector del tifus és la puça de les rates (Xenopsylla cheopis). Els dos mètodes més habituals de transmissió són les picades de puces i els seus excrements infectats a les vies respiratòries. En zones on les rates no són habituals, el tifus també es pot transmetre a través de puces de gat i d'opossum. El període d'incubació del tifus és de 7-14 dies. Els símptomes comencen amb febre, després mal de cap, eflorescència i, finalment, estupor. La recuperació espontània es produeix en el 80-90% de les víctimes.
La primera descripció fiable de la malaltia apareix el 1489 dC durant el setge espanyol de Baza contra les forces musulmanes durant la Guerra de Granada (1482-1492). Les cròniques del setge inclouen descripcions de febre; taques vermelles sobre braços, esquena i pit; dèficit d'atenció, progressant fins al deliri; i nafres gangrenoses i l'olor associada a carn podrida. Durant el setge, els espanyols van perdre 3.000 homes a l'acció enemiga, però 17.000 addicionals van morir de tifus. Cap al 1490, el tifus va viatjar des de la Mediterrània oriental cap a Espanya i Itàlia, i el 1494, va arrasar Europa. Les epidèmies de tifus es vam produir ciclicament a tot Europa aprofitant la conjuntura bèl·lica des dels segles XVI al XIX: la Guerra Civil anglesa, la Guerra dels Trenta Anys i les Guerres Napoleòniques. Segons Joseph Patrick Byrne, "Al final de la guerra, el tifus pot haver matat més del 10 per cent de la població alemanya i la malaltia en general representava, i la malaltia en general pot haver causat el 90 per cent de les defuncions a Eruopa".
Es tractava també d'una malaltia associada a les condicions multitudinàries de pobresa urbana i als refugiats. Finalment, durant la Primera Guerra Mundial, els governs van instituir mesures preventives d'espollació entre les forces armades i altres grups, i la malaltia va començar a disminuir. La creació d'antibiòtics ha permès controlar la malaltia al prendre dosis de tetraciclina o cloramphenicol

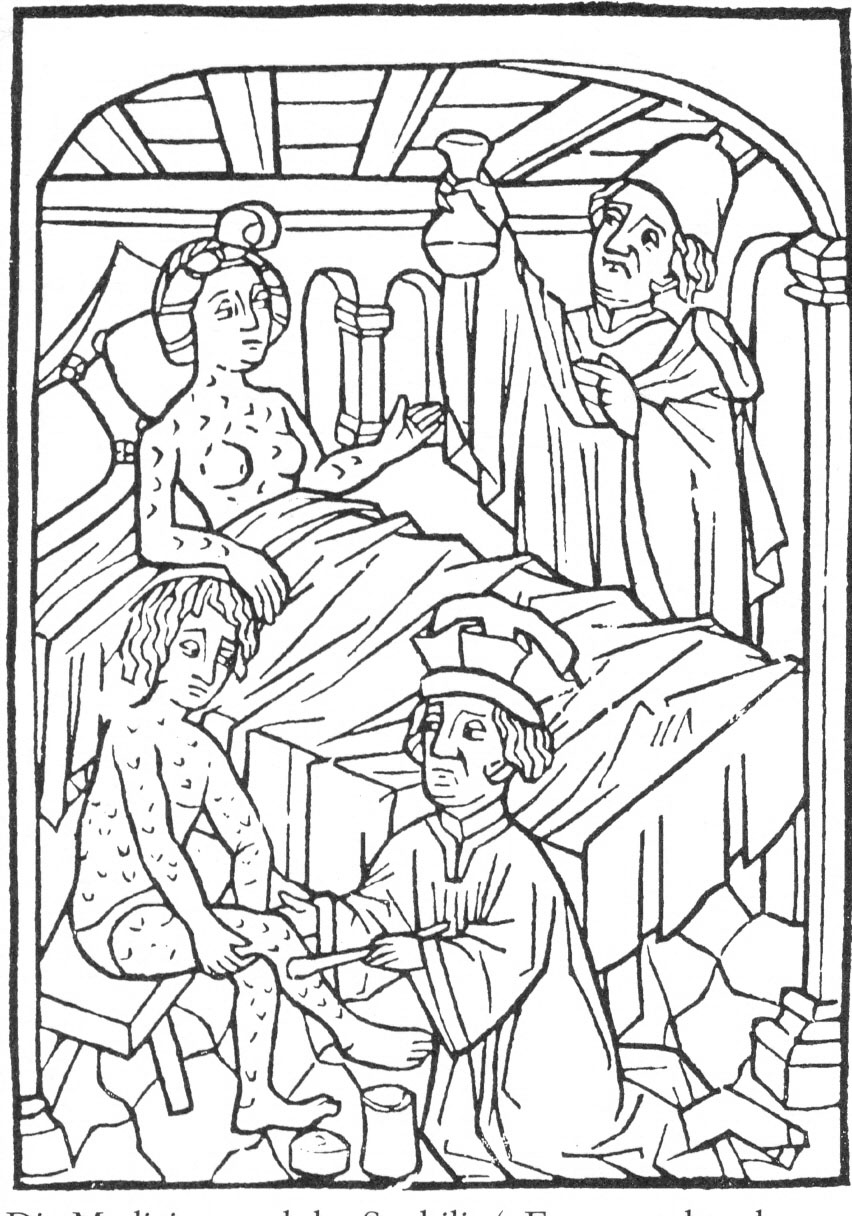
Il·lustració del 1496, malalts de sífilis sent atesos per metges a: "Harnbeschau und Behandlung mit Salben (Quecksilber) Wien" (Tractament de la síficils: examen urinari i tractament amb liniments (mercuri), Viena 1498, per Steber, Bartholomaeus

### Sífilis
La sífilis és una malaltia de transmissió sexual que causa ferides obertes, deliri i putrefacció de la pell i que es caracteritza per úlceres genitals. També pot fer mal al sistema nerviós, al cervell i al cor. La malaltia es pot transmetre de mare a fill.
L'organisme causant, Treponema pàl·iid, va ser identificat per Fritz Schaudinn i Erich Hoffmann per primera vegada el 1905. El primer tractament efectiu, Arsfenamina, va ser desenvolupat el 1910 per Sahachirō Hata al laboratori de Paul Ehrlich. El 1943 s'introduiria la penicil·lina com a principal tractament.
Es desconeix l'origen de la sífilis i alguns historiadors ahn defensat la seva descendència d'una zoonosi africana de vint-i-mil anys. Altres investigacions situen el seu sorgiment al Nou Món, argumentant que les tripulacions dels vaixells de Colom van portar per primera vegada la malaltia a Europa. El primer cas enregistrat de sífilis es va produir a Nàpols el 1495, després que el rei Carles VIII de França assetjés la ciutat de Nàpols, Itàlia, durant la Guerra d'Itàlia (1494-1498). Els soldats i les prostitutes que seguien els seus campaments venien de tots els racons d'Europa. Quan van tornar a casa, van agafar la malaltia amb ells i la van difondre pel continent.
El 1530, el nom comú "sífilis", nom d'un personatge, va ser utilitzat per primera vegada pel metge i poeta italià Girolamo Fracastoro com a títol del seu poema llatí en hexàmetre dactílic que descriu els estralls de la malaltia a Itàlia. També se la va anomenar com la "Gran verola".
En els segles XVI fins al XIX, la sífilis va ser una de les càrregues de prevalença i discapacitat en salut pública, tot i que els registres del seu impacte generalment no es van mantenir a causa de l'abast de les malalties de transmissió sexual en aquests segles. En aquella època no es coneixia l'agent causant, però se sabia que es contagiava sexualment i també sovint de mare a fill. La seva associació amb el sexe, especialment la promiscuïtat sexual i la prostitució, la van convertir en un objecte de por, revulsió,i esdevingué un tabú. La magnitud de la seva morbiditat i mortalitat en aquells segles reflectia que, a diferència d'avui, no hi havia una comprensió adequada de la seva patogènesi ni tractaments realment efectius. El seu dany no es va produir tant per la malaltia com per les morts produïdes al llarg dels anys, que van ser la causa de la neurosífilis amb tabes dorsalis (degeneració de les neurones del sistema nerviós central). Els compostos i l'aïllament de mercuri eren freqüentment utilitzats, amb tractaments sovint pitjors que la pròpia malaltia.

### Verola

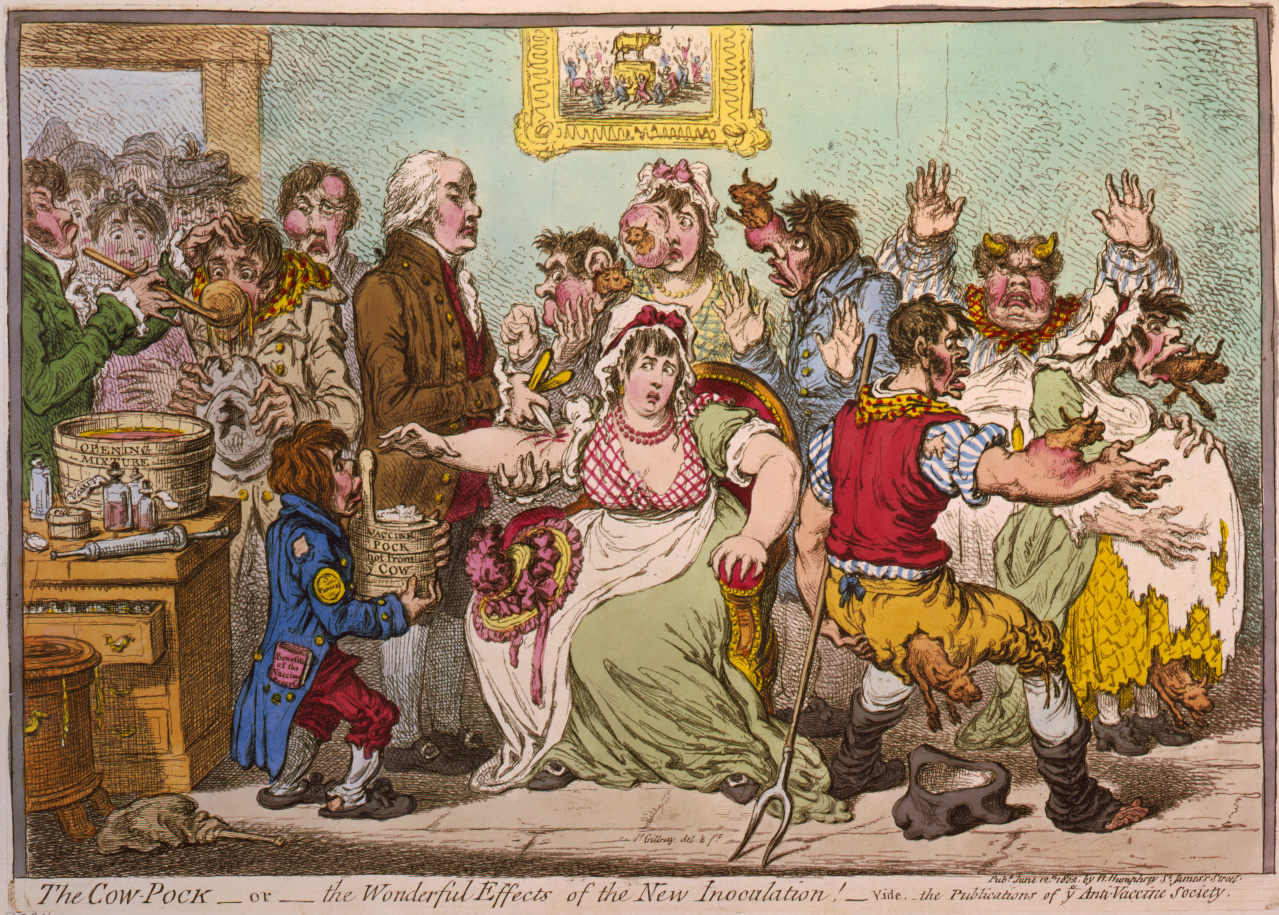
Caricatura de James Gillray de 1802 sobre els pacients que experimentaven amb la vacuna d'Edward Jenner que temien que els faria brotar apèndixs com a vaques.

La verola és una malaltia molt contagiosa causada pel virus Variola. Hi ha quatre variacions de verola: variola major, variola minor, hemorràgica i maligna. Les més comunes són la variola major i variola minor. Els símptomes de la malaltia inclouen hemorràgia, ceguesa, mal d'esquena, vòmits, que apareixen generalment poc després del període d'incubació de 12 a 17 dies. El virus comença a atacar les cèl·lules de la pell i, en alguns casos, condueix a una erupció de grans que cobreixen tot el cos. A mesura que la malaltia avança, les pústules s'omplen amb pus o es fonen. Aquesta fusió dona lloc a una làmina que pot separar la capa inferior de la capa superior de la pell. La malaltia es transmet fàcilment a través de vies aèries (tos, esternuts i respiració), així com a través de roba de llit, de vestir o altres teixits contaminats.
El primera mesura que es va utilitzar per prevenir la verola va ser la inoculació amb variola menor -coneguda com a variolació després de la introducció de la vacuna contra la verola per evitar possibles confusions. Aquest procediment es va produir probablement a l'Índia, Àfrica i la Xina, molt abans que arribés la pràctica a Europa cap a 3000 aC. Es pot trobar informació sobre la inoculació contra la verola a la Xina fins a finals del segle x, quet es va practicar àmpliament fins al segle xvi, durant la dinastia Ming. La variolació tenia una taxa de mortalitat del 0,5-2%, considerablement inferior a la taxa de mortalitat del 20-30 per cent de la malaltia. La Royal Society de Londres va rebre dos informes sobre la pràctica d'inoculació xinesa el 1700: un del doctor Martin Lister, que havia rebre un informe d'un empleat de la Companyia Britànica de l'Índies Orientals estacionat a la Xina i un altre de Clopton Havers.
La verola era una malaltia comuna a Euràsia al segle xv, i va ser estesa per exploradors i invasors europeus. Després que Colom va desembarcar a l'illa d'Hispaniola durant el seu segon viatge el 1493, la població local va començar a morir d'una infecció virulenta. Abans que s'iniciés l'epidèmia de verola, més d'un milió d'indígenes vivien a l'illa. Després, només deu mil havien sobreviscut. Durant el segle xvi, soldats espanyols van introduir la verola en contacte amb indígenes de la capital asteca Tenochtitlán. Es va produir una pandèmia devastadora que va matar milers de persones de la població local.
El 1617, la verola va arribar a Massachusetts, probablement portada per exploradors anteriors a Nova Escòcia, Canadà. Al 1638, la malaltia havia esclatat entre la població de Boston, Massachusetts. El 1721 persones van fugir de la ciutat després d'un esclat, però els residents van estendre la malaltia a d'altres territoris al llarg de les tretze colònies. La verola va esclatar en sis epidèmies diferents als Estats Units fins al 1968.
Mary Wortley Montagu, exploradora i escriptora britànica, va observar la inoculació de verola durant la seva estada a l'Imperi Otomà. En va escriure informes detallats de la pràctica a la seva correspondència i en va promoure el procediment a Anglaterra quan va tornar el 1718. Segons Voltaire (1742), els turcs van derivar el seu ús de la inoculació de la veïna Circàssia, que a través dels xinesos l'havien utilitzat durant cent anys.
La vacuna contra la verola va ser desenvolupada el 1798 per Edward Jenner al descobrir que la immunitat a la malaltia podria produir amb la inoculació d'una persona amb patògens de verola. El Virus de la verola bovina va servir per poder generar la immunitat a la malaltia en els humans i es va estendre per tot el món. Durant el segle xix, el virus de la verona bovina usat per a la vacunació contra la verola va ser reemplaçat pel virus de la vaccina.
Al 1979, la malaltia s'havia erradicat completament, sense brots nous. L'OMS va deixar de proporcionar les vacunes i el 1986 ja no era necessària la vacunació per a ningú del món, excepte en cas de futurs brots.

### Lepra

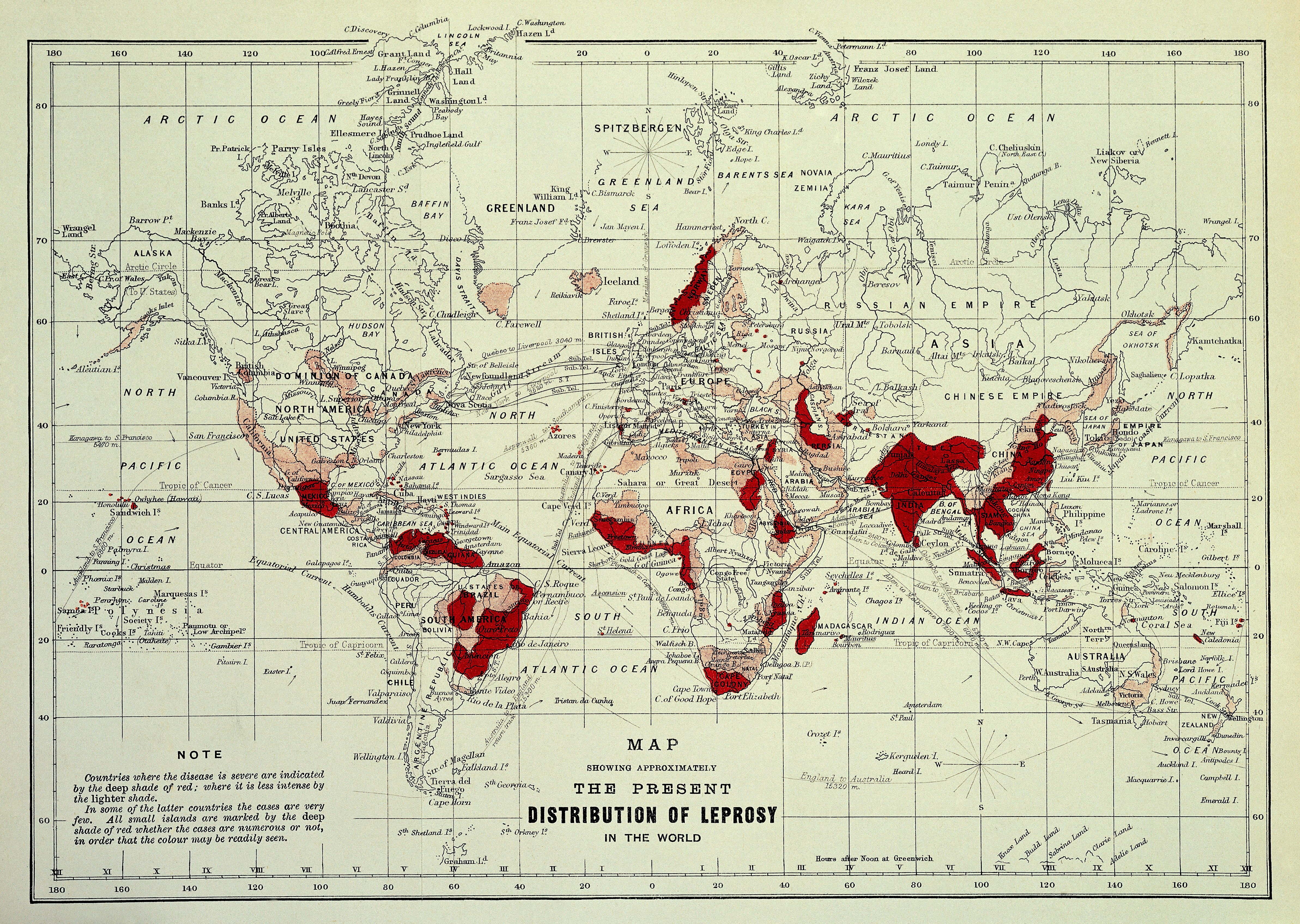
Mapa que mostra la distribució de la lepra al món el 1891. Extret de "Leprosy " per George Thin, Percival and Co., Londres 1891.

La lepra, també coneguda com la malaltia de Hansen, és causada pel bacil, Mycobacterium leprae. És una malaltia crònica amb un període d'incubació de fins a cinc anys. Els símptomes sovint comprenen la irritació o erosió de la pell i efectes sobre el sistema nerviós perifèric, la mucosa de les vies respiratòries superiors i els ulls. El signe més comú de lepra són taques vermelloses pàl·lides a la pell que no tenen sensibilitat. El dany en el sistema nerviós nerviós pot donar lloc a una manca de capacitat de sentir dolor, i pot provocar la pèrdua de les parts del sistema esquelètic apendicular d'una persona a causa de les ferides o les infeccions que han passat desapercebudes. Hi ha dos tipus principals de malalties: paucibacil·lar i multibacil·lar, que difereixen pel nombre de bacteris presents. Una persona amb malaltia paucibacil·lar té cinc o menys té una pobra hipopigmentació, mentre que una persona amb malaltia multibacil·lar presenta més de cinc taques a la pell. El diagnòstic es confirma en trobar Àcid-alcohol resistencia en una biòpsia de la pell.
La lepra es pot curar amb la teràpia multidroga. El tractament de la lepra paucibacil·lar es fa amb els medicaments dapsona, rifampicina i clofazimina durant sis mesos. El tractament per a la lepra multibacil·lar utilitza els mateixos medicaments durant 12 mesos. També es poden utilitzar diversos antibiòtics. Aquests tractaments els proporciona gratuïtament l'Organització Mundial de la Salut.
La lepra es va originar a l'Índia, fa més de quatre mil anys. Era prevalent en societats antigues com la Xinesa i l'Egipcia, i va ser transmesa a tot el món per diversos grups itinerants, inclosos legionaris romans, croats, conquistadors espanyols, mariners asiàtics, colons i comerciants europeus d'esclaus europeus, àrabs, africans i nord-americans. Alguns historiadors creuen que les tropes d'Alexandre el Gran van portar la lepra de l'Índia a Europa durant el segle iii aC. Amb l'ajuda dels croats i d'altres viatgers, la lepra va arribar a proporcions epidèmiques cap al segle xiii.
Un cop detectada, la lepra es pot curar mitjançant la teràpia multidroga, composta per dos o tres antibiòtics, segons el tipus de lepra. L'any 1991 l'Assemblea de l'OMS va començar un intent d'eliminació de la lepra. El 2005, 116 de 122 països estaven lliures de la malaltia.

### Malària

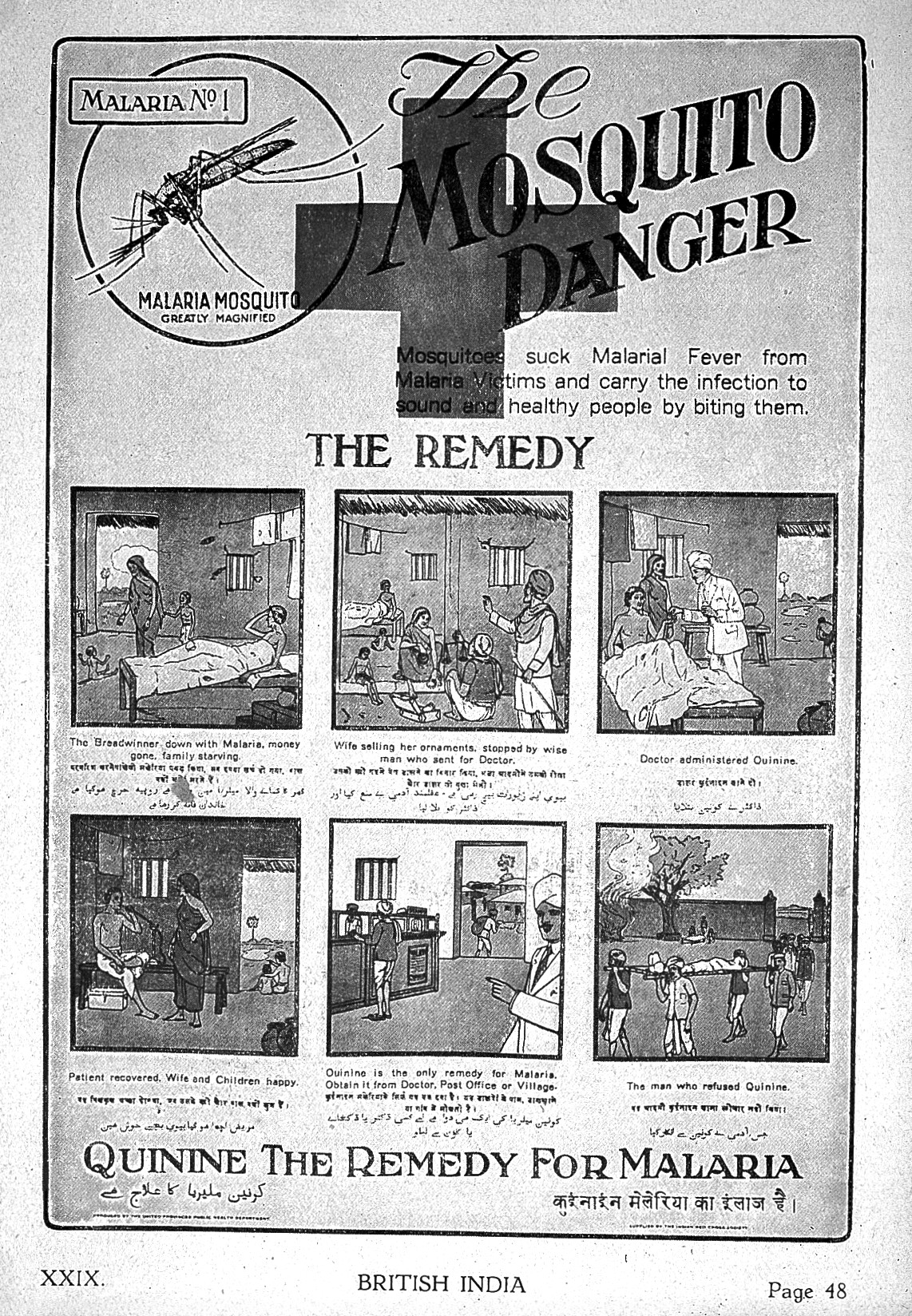
Un anunci del tractament amb quinina contra la malària de 1927 de la British India (Wellcome Collection)

La malària és una infecció produïda per protozous que generalment és transmet als humans pels mosquits entre el capvespre i l'alba. La varietat europea, coneguda com a "vivax" després del paràsit Plasmodium vivax, provoca una malaltia relativament lleu, però que s'agreuja crònicament. La varietat occidental africana és causada pel paràsit Apicomplex, Plasmodi falcipar, i es tradueix en una malaltia debilitant i mortal.
El Plasmodi falcipar ha existit des de fa 50.000–100.000 anys, tot i que la mida de la seva població no va augmentar fins fa uns 10.000 anys, al mateix temps que es produïren els avenços en la difusió de l'agricultura i el desenvolupament d'assentaments humans. Els parents propers dels paràsits humans de la malària continuen sent comuns amb els ximpanzés. Algunes evidències suggereixen que la malària de P. falcipar pot haver-se originat en goril·les.
Al llarg dels registres històrics es troben referències a les febres periòdiques de malària. Hipòcrates va descriure febres periòdiques, etiquetant-les com a tercianes, quartanes, subtercianes i quotidianes. El romà Columela va associar la malaltia amb els insectes dels pantans. La malària hauria pogu contribuir a la decadència de l'Imperi Romà d'Occident i va ser tant decisiva a Roma que se la va conèixer com com la "febre romana".
El terme malària prové de l'italià medieval: mala aria - "mal aire"; la malaltia antigament s'anomenava febre d'aigua o pantà a causa de la seva associació amb pantans i pantans. El terme va aparèixer per primera vegada a la literatura anglesa cap a 1829. La malària va estar present a la majoria d'Europa i Amèrica del Nord, on ja no és endèmica, tot i que es poden donar casos rellevants per importació.
El primer estudi científic sobre la Malària es van produir el 6 de novembre de 1880, Alphonse Laveran, metge de l'exèrcit francès que treballava a l'hospital militar d'Algèrir, va observar els paràsits dins dels glòbuls vermells de les persones infectades per primera vegada. En conseqüència va deduir que els mosquits transportaven i transmetien la malaltia. Per aquest i posteriors descobriments, va ser guardonat amb el Premi Nobel de Medicina o Fisiologia del 1907. Un any després, Carlos Finlay, un metge cubà que tractava persones amb febre groga a l'Havana, va proporcionar una forta evidència que els mosquits transmetien la malaltia vers els humans.Aquest treball va seguir suggeriments anteriors de Josiah C. Nott, i el treball de Sir Patrick Manson, el "pare de la medicina tropical", sobre la transmissió de la filariosi.
El metges anglesos, Ronald Ross i Patrick Manson van col·laborar durant quatre anys 1894-1897, anys en el que Ross va demostrar el cicle de vida complet del paràsit de la malària en els mosquits. El mosquit era el vector de la malària en humans, i certes espècies de mosquits transmeten la malària a les aus. Va poder aïllar paràsits de la malària de les glàndules salivals dels mosquits que s'havien alimentat d'ocells infectats. Per aquest treball, Ross va rebre el premi Nobel de medicina del 1902. Els descobriments de Finlay i Ross van ser confirmades posteriorment per un consell mèdic dirigit per Walter Reed el 1900. Les seves recomanacions van ser recollides per William C. Gorgas en les mesures sanitàries realitzades durant la construcció del canal de Panamà. Aquestes bones pràctiques de salut pública van ajudar a salvar la vida de milers de treballadors i ajudaren a desenvolupar els nous mètodes en campanyes de salut pública contra la malaltia.
El 1896, Amico Bignami va discutir el paper dels mosquits en la malària. El 1898, Bignami, Giovanni Battista Grassi i Giuseppe Bastianelli van aconseguir demostrar experimentalment la transmissió de la malària en humans, utilitzant mosquits infectats al contraure ells mateixos la malària, estudi que van presentar el novembre de 1898 a l'Accademia dei Lincei.
El primer tractament efectiu per a la malària va provenir de l'escorça de l'arbre de cincona, que conté quinina. Aquest arbre creix als vessants dels Andes, principalment al Perú. Els pobles indígenes del Perú van fer una tintura de cincona per controlar la febre. Es va trobar la seva efectivitat contra la malària i els jesuïtes van introduir el tractament a Europa cap al 1640; al 1677, veure que els indis vorejant el llac Loxa (Virregnat del Perú) a l'actual Equador, utilitzaven la pols d'escorça de Quina per tractar les febres. Bernabé Cobo la va experimentar el 1632 i la va cultivar per exportacions, cosa que va contribuir a que el material derivat fos anomenada "pols de jesuïtes". La quinina va ser inclosa a la Farmacopea de Londres com a tractament antimalària. No va ser fins al 1820 que l'ingredient actiu, la quinina, va ser extret de l'escorça, aïllat i descrit pels químics francesos Pierre Joseph Pelletier i Joseph Bienaimé Caventou.
El valor medicinal d'Artemisia annua ha estat utilitzat pels herbolaris xinesos en medicina tradicional xinesa durant 2.000 anys. El 1596, Li Shizhen va recomanar el te elaborat a partir de qinghao específicament per tractar els símptomes de la malària al seu "Compendi de Matèria Mèdica". L'Artemisinina, va ser descoberta pel científic xinès Tu Youyou i juntament amb altres col·legues a la dècada de 1970 a partir de la planta Artemisia annua. El seu tractament va esdevenir recomanat per a la malària de P. falciparum, i administrat en casos greus en combinació amb altres antimalaris. Tu explica que va rebre la influenciada d'una font d'herbes medicinals tradicional xinesa, El Manual de prescipcions per Tractaments d'Emergència, escrita en 340 per Ge Hong. Pel seu treball sobre la malària, Tu Youyou va rebre el premi Nobel de fisiologia o medicina del 2015.
Algunes parts dels països del Tercer Món estan més afectades per la malària que la resta del planeta. Per exemple, molts habitants de l'Àfrica subsahariana es veuen afectats per atacs recurrents de malària al llarg de la seva vida. A moltes zones d'Àfrica hi ha aigua corrent limitada. L'ús de pous i cisternes per part dels residents proporciona molts llocs per a la cria de mosquits i la propagació de la malaltia. Els mosquits utilitzen àrees d'aigües estancades com a pantans, aiguamolls i altres zones humides per criar.

### Tuberculosi

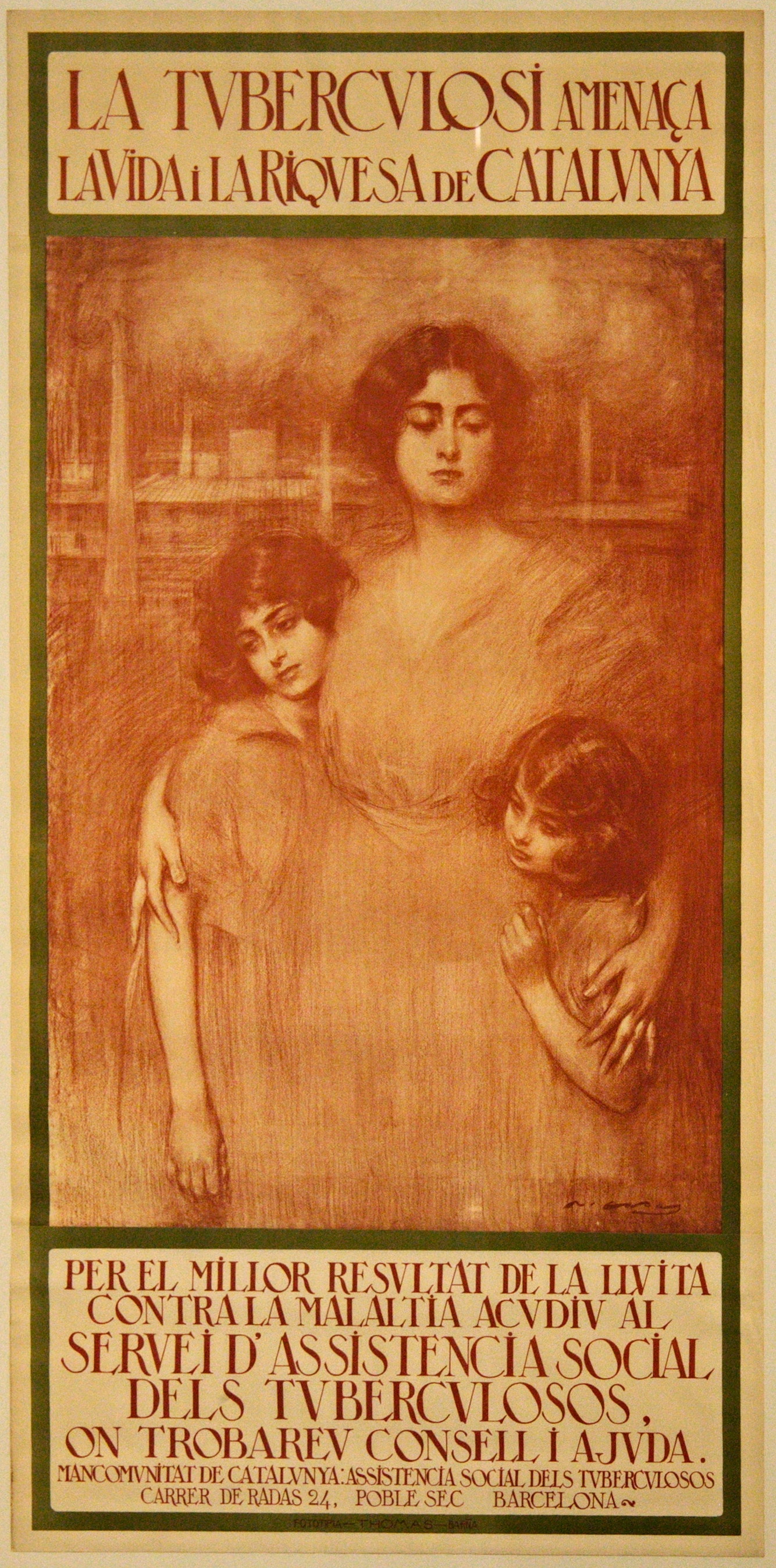
Cartell de la Mancomunitat de Catalunya contra la tuberculosi, obra de Ramon Casas.

La tuberculosi (TB) és una malaltia infecciosa generalment causada pel bacteri Mycobacterium tuberculosis (MTB). La tuberculosi afecta generalment als pulmons, però també pot afectar altres parts del cos. La majoria de les infeccions no presenten símptomes, en aquest cas es coneix com a tuberculosi latent. Aproximadament el 10% de les infeccions latents avançen cap a una malaltia activa que, si no es tracta, mata prop de la meitat dels afectats. Els símptomes clàssics de la tuberculosi activa són una tos crònica amb moc que conté sang, febre, suors nocturnes i pèrdua de pes. La infecció d'altres òrgans pot causar una àmplia gamma de símptomes. Aquesta malaltia es pot presentar tant en adults com en nens, i és especialment comuna entre els que presenten un sistema immunitari dèbil o poc desenvolupat.
La tuberculosi es difón per l'aire quan les persones que tenen tuberculosi activa als seus pulmons tossen, escupen, parlen o s'esternuden. Les persones amb TB latent no difonen la malaltia. La infecció activa es produeix més sovint en persones amb VIH / SIDA i en aquelles persones que fumen. El diagnòstic de la tuberculosi activa es basa en la radiografia de tòrax, així com l'examen microscòpic i el cultiu microbiològic. El diagnòstic de TB latent es basa en la prova de la pell de la tuberculina (TST) o en les proves de sang.
La prevenció de la tuberculosi consisteix en el cribratge de persones amb alt risc, detecció precoç i tractament de casos i vacunació amb la vacuna contra el bacil Calmette-Guérin (BCG). El tractament requereix l'ús d'antibiòtics múltiples durant un llarg període. La resistència als antibiòtics és un problema creixent, amb taxes elevades de tuberculosi múltiple resistent als medicaments (TB MDR) i tuberculosi extensament resistent als fàrmacs (XDR-TB).
A partir del 2018 es creu que la quarta part de la població mundial està infectada per la tuberculosi. A vora l'1% de la població es produeixen noves infeccions cada any. El 2018, hi va haver més de 10 milions de casos de tuberculosi activa que van causar 1,5 milions de morts. Això la converteix en la primera causa de mort per una malaltia infecciosa. Més del 95% de les morts es van produir als països en desenvolupament i més del 50% a l'Índia, la Xina, Indonèsia, el Pakistan i les Filipines. El nombre de casos nous cada any ha disminuït des del 2000. Aproximadament el 80% de la gent de molts països asiàtics i africans té resultats positius mentre que del 5-10% de la població dels Estats Units té un resultat positiu pel test de la tuberculina. La tuberculosi ha estat present en els humans des de l'antiguitat.
El bacil de koch (M. tuberculosis) detectat de major antiguitat dona testimoni d'aquesta malaltia a les restes de bisons de Wyoming datats fa aproximadament 17.000 anys. Tanmateix, encara no queda clar si la tuberculosi es va originar en els bovins, i després es va transferir als humans, o bé si la tuberculosi bovina i la humana es van diferenciar d'un avantpassat comú. Una comparació dels gens del complex de M. tuberculosis (MTBC) en humans amb la MTBC en animals suggereix que els humans no van adquirir MTBC d'animals durant eñ procés de domesticació animal, tal com creien els investigadors anteriorment. Ambdues soques del bacteri de la tuberculosi comparteixen un avantpassat comú, que podria haver infectat els humans fins i tot abans de la Revolució Neolítica. Les restes esquelètiques mostren que alguns humans prehistòrics (4000 aC) tenien TB, Els investigadors han trobat la descomposició tuberculosa a la columna vertebral de les mòmies egípcies del 3000 al 2400 aC. Estudis genètics suggereixen la presència de tuberculosi al continent americà a partir d'uns 100 dC.
Les investigacions de Richard Morton van establir la forma pulmonar associada als tubercles com a patologia el 1689. Però degut a la varietat dels seus símptomes, la TB no es va identificar com una sola malaltia fins a la dècada de 1820. J.L.Schönlein va establir el nom de "tuberculosi" el 1839. Entre 1838 i 1845, el doctor John Croghan, propietari de la cova Mammoth a Kentucky des de 1839, va portar-hi un grup de persones amb tuberculosi amb l'esperança de curar la malaltia amb la temperatura i la puresa constants de l'aire de la cova. Tots els individus van morir en un any. Hermann Brehmer va obrir el primer sanatori TB el 1859 a Görbersdorf (actualment Sokołowsko) a Silèsia.
Robert Koch va identificar i descriure el bacil causant de la tuberculosi, M. tuberculosis, el 24 de març de 1882. Per aquest motiu va rebre el premi Nobel de fisiologia o medicina. Koch no creia que les malalties de bestiar i tuberculosi humana fossin similars, cosa que va retardar el reconeixement de la llet infectada com a font d'infecció. Durant la primera meitat de la dècada de 1900 el risc de transmissió d'aquesta font es va reduir notablement després de l'aplicació del procés de pasteurització. Koch va informar sobre un extracte de glicerina dels bacils del tubercle com a "remei" per a la tuberculosi el 1890, anomenant-la "tuberculina". Tot i que no va ser eficaç, després es va adaptar amb èxit com a prova de cribratge per a la presència de tuberculosi pre-simptomàtica.
Albert Calmette i Camille Guérin van aconseguir el primer èxit únic en la immunització contra la tuberculosi el 1906, utilitzant tuberculosi de soca bovina atenuada.Per aquest motiu se'l va anomenar Bacil de Calmette-Guérin (BCG). La vacuna BCG es va utilitzar per primera vegada en humans el 1921 a França, Però va obtenir una àmplia acceptació als Estats Units, Gran Bretanya i Alemanya després de la Segona Guerra Mundial.
La tuberculosi va causar una gran preocupació en la salut pública durant els segles XIX i principis del XX, ja que la malaltia es va fer habitual entre el obrers urbans. El 1815, una de cada quatre morts a Anglaterra va ser deguda a la TB. Cap al 1918, la TB encara va causar una de cada sis morts a França. Després de determinar que la TB era contagiosa, a la dècada de 1880 va ser inclosa a la llista de malalties notificables a Gran Bretanya. Per aquest motiu es van iniciar campanyes per impedir que les persones escupíssin en llocs públics. Als pobres infectats es van "animar" a ingressar a sanatoris que s'assemblaven a presons, mentre que les classes mitajanes-altes disposaven d'una bona atenció mèdica. Independentment dels beneficis del "aire fresc" i del treball en salut, fins i tot en les millors condicions, el 50% dels que hi van entrar van morir en cinc anys (c. 1916).
A Europa, les taxes de tuberculosi van començar a augmentar a principis dels anys 1600 fins a un nivell màxim a la dècada dels 1800, quan va causar gairebé el 25% de totes les morts. Als anys cinquanta, la mortalitat a Europa havia disminuït al voltant del 90%. Les millores en el sanejament, la vacunació i altres mesures de salut pública van començar a reduir significativament les taxes de tuberculosi fins i tot abans de l'arribada d'estreptomicina i d'altres antibiòtics, tot i que la malaltia continuava sent una amenaça important. L'any 1946, el desenvolupament de l'estreptomicina antibiòtica va fer realitat el tractament i la cura eficaços de la tuberculosi. Abans de la introducció d'aquest medicament, l'únic tractament era la intervenció quirúrgica, incloent la "tècnica del pneumotòrax", que consistia a col·lapsar un pulmó infectat per "descansar" i permetre que les lesions tuberculoses es sanessin.
Els viatges aeris i altres sistemes de transport ràpid han facilitat la interacció global, han provocat un augment de la propagació de la tuberculosi entre diferents països. El règim de tractament de la tuberculosi és llarg i difícil de completar per a les persones que viuen en situacions de probresa i desestructuració, que incrementen la resistència dels bacteris. Per això, encara és important esforçar-se en ajudar i tractar pacients amb "tuberculosi resistent a diversos medicaments" als països en vies de desenvolupament.

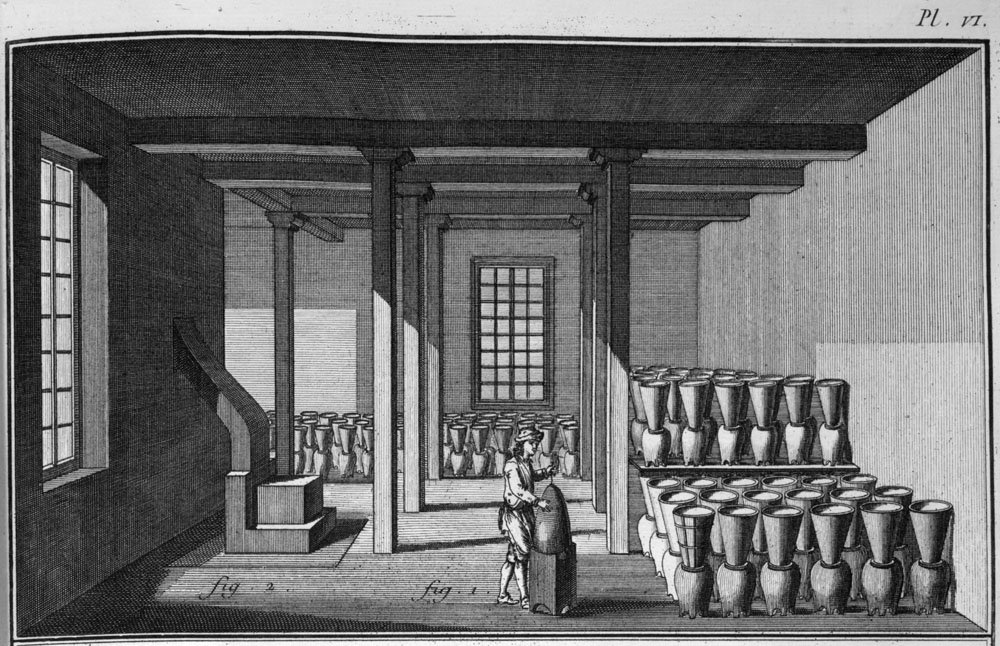
Magatzem de sucre, 1762: Les olles i gerres de sucre de les plantacions de sucre van servir de lloc de reproducció per a les larves d'A aegypti, el vector de la febre groga.

### Febre groga
La febre groga és una malaltia vírica de durada generalment curta. En la majoria dels casos, els símptomes són febre, calfreds, pèrdua de la gana, nàusees, dolors musculars especialment a l'esquena i mals de cap. Els símptomes milloren normalment als cinc dies. En aproximadament un 15% de les persones, en un dia de millorar la febre torna, es produeix dolor abdominal i els danys hepàtics comencen a causar la pell groga Si es produeix això, augmenta el risc de sagnat i problemes renals.
La malaltia és causada pel virus de la febre groga i es propaga per la picada d'un mosquit femella infectat. Infecta només els humans, altres primats i diversos tipus de mosquits. A les ciutats, està distribuït principalment per Aedes aegypti, un tipus de mosquit que es troba al llarg dels tròpics i subtropics. El virus és un virus ARN del gènere Flavivirus. Pot ser que la malaltia sigui difícil de detectgar a part d'altres malalties, especialment en les primeres etapes. Per confirmar un cas sospitós, cal fer proves de sang amb reacció en cadena de la polimerasa.
Existeix una vacuna contra la febre groga segura i alguns països en requereixen vacunacions per als viatgers. Altres esforços per prevenir la infecció inclouen reduir la població de mosquits transmissors. A les zones on la febre groga és freqüent, el diagnòstic precoç dels casos i la immunització de grans parts de la població són importants per prevenir brots.Un cop infectat, la gestió és simptomàtica sense cap mesura específica efectiva contra el virus. La mort es produeix per la meitat dels que pateixen la malaltia en format greu.
Els orígens evolutius de la febre groga probablement es troben a l'Àfrica, amb la transmissió de la malaltia de primats no humans a humans. Es creu que el virus es va originar a l'Àfrica oriental o central i es va propagar des d'allà cap a l'Àfrica occidental. Com que era endèmic a l'Àfrica, les poblacions locals li havien desenvolupat certa immunitat. Quan es va produir un brot de febre groga en una comunitat africana on residien els colons, la majoria dels europeus morien, mentre que els indígenes africans solien desenvolupar símptomes no letals semblants a la grip. Aquest fenomen, en el qual determinades poblacions desenvolupen immunitat a la febre groga a causa d'una exposició prolongada a la seva infància, es coneix com a immunitat adquirida. El virus, així com el vector A. aegypti, van ser transferits probablement a Amèrica del Nord i del Sud amb la importació d'esclaus procedents d'Àfrica, part de l'intercanvi colombí després de l'exploració i la colonització europea.
El primer esclat definitiu de febre groga al Nou Món va ser el 1647 a l'illa de Barbados. Els colons espanyols van registrar un brot al 1648 a la península de Yucatán, on els indígenes maies van anomenar la malaltia xekik ("vòmit de sang"). El 1685, el Brasil va patir la seva primera epidèmia a Recife. El primer esment de la malaltia amb el nom de "febre groga" es va produir el 1744. McNeill argumenta que la interrupció ecològica i ecològica causada per la introducció de plantacions de sucre va crear les condicions per a la reproducció de mosquits i vírics i els brots posteriors de febre groga. La desforestació va reduir les poblacions d'ocells insectívors i d'altres criatures que s'alimentaven de mosquits i els seus ous.
Tot i que la febre groga predomina en els climes tropicals, els Estats Units no van estar exempts de la febre. El primer esclat a Amèrica del Nord de parla anglesa es va produir a la ciutat de Nova York el 1668. La ciutat de Nova Orleans es va veure afectada de grans epidèmies durant el segle xix, sobretot el 1833 i el 1853. Els seus residents van qualificar la malaltia de "yellow jack". Les epidèmies urbanes van continuar als Estats Units fins al 1905, amb l'últim brot que va afectar Nova Orleans. Almenys 25 brots importants es van produir al continent americà durant els segles xviii i xix, inclosos els especialment greus a Cartagena, Xile, el 1741; Cuba el 1762 i el 1900; Sant Domingo el 1803; i Memphis, Tennessee, el 1878.

### Còlera

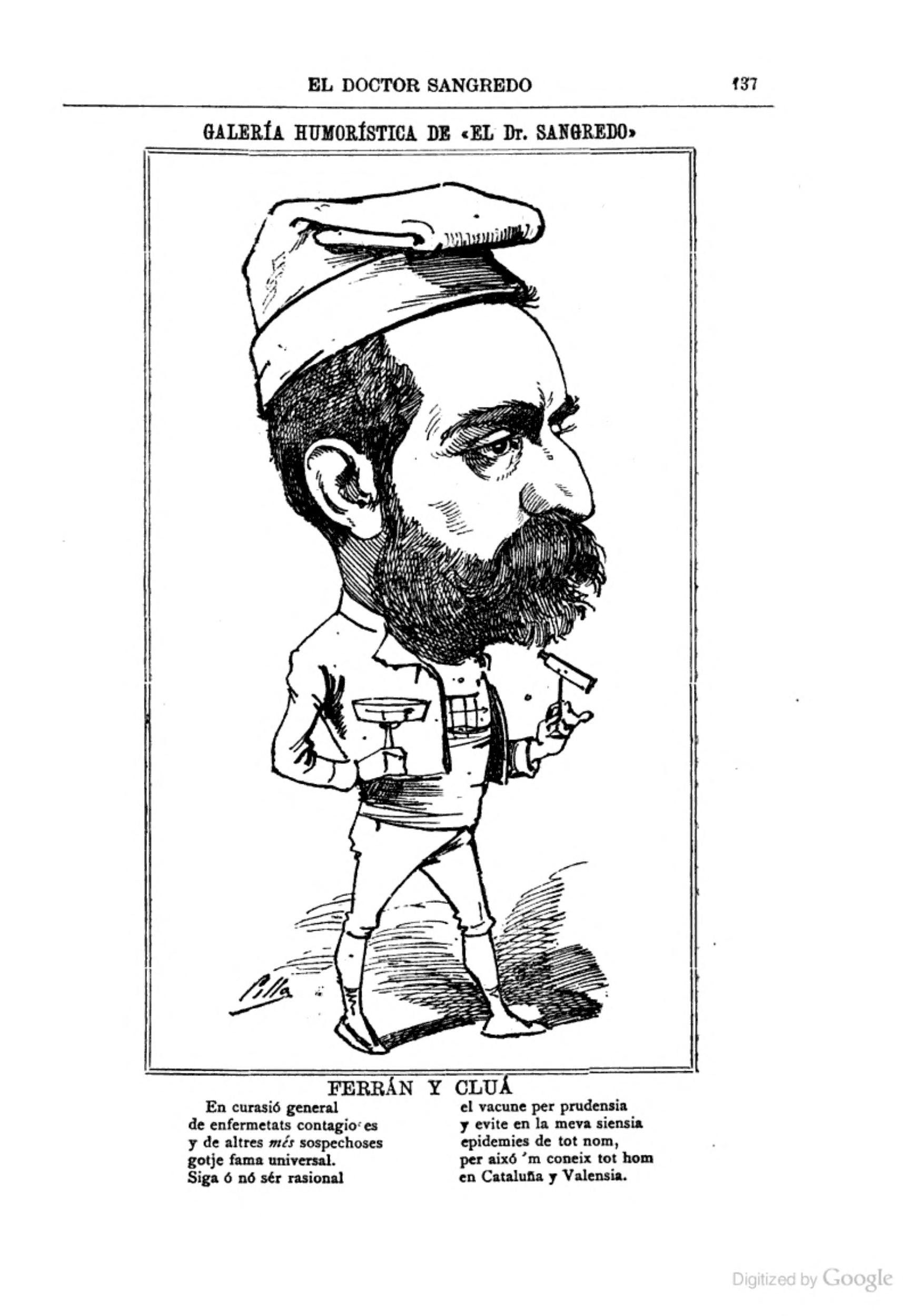
Caricatura de Dr. Ferran Clua per Ramón Cilla a El Dr. Sangredo (1885)

El còlera és una infecció de l'intestí prim per algunes soques del bacteri Vibrio cholerae. Els símptomes poden anar des de cap, fins a lleus, fins a greus. El símptoma clàssic és una gran quantitat de diarrea aquosa que dura uns quants dies. També es poden produir vòmits i rampes musculars. La diarrea pot ser tan greu que condueix en poques hores a deshidratació severa i a Trastorn electrolític.Això pot ocasionar una simptomatologia d'ulls enfonsats, pell freda, disminució de l'elasticitat de la pell i arrugues de les mans i els peus. La deshidratació pot fer que la pell es torni blavosa. Els símptomes comencen entre dues hores i cinc dies després de l'exposició.
El còlera és causat per diversos tipus de Vibrio cholerae, que produeixen malalties més greus que d'altres. Es propaga principalment per aigua i aliments no segurs que han estat contaminat amb femtes humanes que contenen el bacteri. Els productes del mar poc cuits son una font comuna. Els humans són els únics animals afectats. Els factors de risc de la malaltia són el sanejament deficient, l'aigua potable i la pobresa. Hi ha preocupació que l'augment del nivell del mar incrementarà la taxa de la malaltia. Es pot diagnosticar el còlera mitjançant un test de femtes. Una prova ràpida amb tires reactives està disponible, però no és tan precisa.
Els mètodes de prevenció contra el còlera inclouen un millor sanejament i accés a aigua neta. Les vacunes contra el còlera que es donen per via oral proporcionen una protecció raonable durant uns sis mesos. Tenen l'avantatge afegit de protegir-se contra un altre tipus de diarrea causada per E. coli. El tractament primari és la teràpia de rehidratació oral: la substitució de líquids per solucions lleugerament dolces i salades. Es prefereixen solucions basades en arròs. La suplementació de zinc és útil en nens. En casos greus, poden ser necessaries teràpia intravenosa, com la solució làctia de Ringer, i els antibiòtics poden ser beneficiosos. La proves de sensibilitat als antibiòtics per veure quin antibiòtic és susceptible d'actuar contra el còlera pot ajudar a seleccionar-ne el millor.
El còlera afecta aproximadament entre 3 i 5 milions de persones a tot el món i causa 28.800-130.000 morts a l'any. Tot i que es classifica com a pandèmia a partir del 2010, és rar al món desenvolupat. Els nens són els més afectats. El còlera es produeix tant en brots com de forma crònica en determinades zones. Les àrees amb risc continuat de la malaltia inclouen Àfrica i el sud-est asiàtic. El risc de mort entre els afectats sol ser inferior al 5%, però pot arribar fins al 50%. L'accés al tractament no comporta una mortalitat més elevada. Les descripcions del còlera es troben des del segle V aC en sànscrit. L'estudi del còlera a Anglaterra de John Snow entre 1849 i 1854 va comportar avenços importants en el camp de l'epidemiologia. Durant els darrers 200 anys s'han produït set grans brots de còlera amb milions de morts.
Durant el segle xix es van produir diferents brots epidèmcis de còlera a tot Europa. Al 1884 davant l'epidèmia de còlera que havia causat 3.500 morts a Marsella, l'Ajuntament de Barcelona va comissionar a Jaume Ferran Clua per estudiar a França els sistemes de prevenció de la malaltia. A Marsella aconseguí unes mostres del bacil que provocava el còlera i que Koch havia aïllat un any abans. Les mostres les va posar en cinc flascons, disposat a dur-les a Catalunya per provar una variant del mètode de vaccinació de Louis Pasteur. Malgrat que els flascons van ser confiscats, en va lograr introduir un que va servir per desenvolupar una vacuna i implementar la primera vacunació massiva de la Península ibèrica a Valencia el 1885.

### VIH / SIDA
La infecció pel virus de la immunodeficiència humana (infecció pel VIH) i la síndrome d'immunodeficiència adquirida (sida) és un conjunt de malalties causades per la infecció amb el virus de la immunodeficiència humana (VIH). El VIH afecta el sistema immunològic fent que altres malalties entrin al cos del malalt de la sida sense que aquest es pugui defensar. Després de la infecció inicial, una persona pot no notar cap símptoma o pot experimentar un breu període de malaltia similar a la grip. A partir d'aqu, el malalt pot seguir per un període prolongat sense símptomes. A mesura que la infecció progressa, interfereix més amb el sistema immunitari. A continuació es produeix una immunodeficiència per alteració de la immunitat cel·lular, que ocasiona un augment del risc d'infeccions comunes com la tuberculosi, així com altres infeccions oportunistes i càncers. Aquests símptomes tardans de la infecció se'ls coneix com la sida. La pèrdua de pes també s'associa amb aquesta etapa de la malaltia.
La SIDA es va informar clínicament per primera vegada el 5 de juny de 1981, amb cinc casos als Estats Units. Inicialment es van reportar un cúmul d'usuaris de drogoaddictes i col·lectius d'homes homosexuals que, sense causa coneguda, oferien una immunitat deteriorada i mostraven símptomes de la pneumònia de Pneumocystis carinii (PCP), una infecció oportunista que es coneixia en persones amb sistemes immunitaris molt debilitats. Poc després, un nombre inesperat d'homes homosexuals va desenvolupar un càncer de pell,anteriorment rar, anomenat sarcoma de Kaposi (KS). Van sorgir molts més casos de PCP i KS, que van alertar els Centres per al Control i Prevenció de Malalties (CDC) i es va formar un grup de treball CDC per controlar el brot.
Al principi, el CDC no tenia un nom oficial per a la malaltia, sovint s'hi referia mitjançant malalties que s'hi van associar, per exemple, la limfadenopatia, la malaltia amb la qual se la va denominar al virus VIH originàriament. També van utilitzar el Sarcoma de Kaposi i infeccions Oportunistes, el nom pel qual havia establert un grup de treball el 1981. A la premsa generalista, es va definir el terme GRID, que es l'acronim de Gay-related immune deficiency. El CDC, en la recerca d'un nom vers les comunitats infectades, va inventar "la malaltia 4H", ja que semblava que afectava principalment els homosexuals, els usuaris d'heroïna, els hemofílics i els haitians. No obstant això, després de determinar que la sida no estava aïllada a la comunitat gai, el CDD es va adonar que el terme GRID era enganyós. El nom de SIDA es va introduir en una reunió el juliol de 1982, i a partir de setempbre d'aquell anys, el CDC va començar a utilitzar el nom actual.
El 1983, dos grups de recerca separats liderats per l'americà Robert Gallo i els investigadors francesos Françoise Barré-Sinoussi i Luc Montagnier van declarar independentment que un retrovirus nou podria haver infectat pacients amb sida i van publicar les seves investigacions en el mateix número de la revista Science. Gallo va afirmar que un virus que el seu grup havia aïllat d'una persona amb sida tenia una forma sorprenentment similar a altres virus T-linfotròpics humans (HTLVs) que el seu grup ja havia aïllat inicialment. El grup de Gallo va anomenar el seu virus aïllat recent HTLV-III. Al mateix temps, el grup de Montagnier va aïllar un virus d'un pacient que presentava inflamació dels ganglis linfàtics del coll i debilitat física, dos símptomes clàssics de la infecció primària pel VIH. Contradint l'informe del grup de Gallo, Montagnier i els seus col·legues van demostrar que les proteïnes bàsiques d'aquest virus eren immunològicament diferents de les del HTLV-I. El grup de Montagnier va nomenar el virus aïllat lymphadenopathy-associated virus (LAV). Com que aquests dos virus van resultar ser els mateixos, el 1986 LAV i HTLV-III van ser rebatejats com a VIH.
Es creu que tant el VIH-1 com el VIH-2 van ser originats en primats no humans a l'Àfrica central-occidental, i que es van transferir als humans (procés conegut com a zoonosi) a principis del segle xx. El VIH-1 s'originariaal sud del Camerun a través de l'evolució del SIVcpz, Virus de la immunodeficiència símia (VIS) que infecta els ximpanzés salvatges (el VIH-1 descendeix de l'endèmia SIVcpz de la subespècie ximpanzé Pan troglodytes troglodytes).
Hi ha proves que els humans que participen en activitats de venda de carn de fauna salvatge, ja sigui com a caçadors o com a venedors de carn, adquireixen habitualment SIV. Tot i això, el SIV és un virus dèbil, i el sistema immunitari humà el suprimeix després de poques setmanes després de la infecció. Es creu que són necessàries diverses transmissions del virus d'individu a individu en ràpida successió per permetre-li el temps suficient per mutar-se en el VIH. A més, a causa de la seva baixa taxa de transmissió de persona a persona, només es pot estendre a tota la població en presència d'un o més canals de transmissió d'alt risc, que es creu que havien estat absents a l'Àfrica abans del segle xx. Els defensors de la idea que el virus s'inicia el 1910, vinculen l'epidèmia del VIH amb l'aparició del colonialisme i el creixement de les grans ciutats colonials africanes, provocant canvis socials, patrons de contacte sexual (sobretot col·laboracions múltiples i concurrents), la propagació de la prostitució i l'alta freqüència de les malalties de l'úlcera genital (com la sífilis) a les ciutats colonials naixents.
Inicialment, els mètodes de prevenció del VIH es van centrar principalment en prevenir la transmissió sexual del VIH mitjançant canvis de conducta. És a dir, l'estratègia ABC "inicials angleses de les paraules abstinència, fidelitat, i ús del condó)". No obstant això, a mitjans dels anys 2000, es va fer evident que la prevenció efectiva del VIH requereix més que això i que les intervencions han de tenir en compte els factors socioculturals, econòmics, polítics, legals i altres implicacions socials.

### Ebola

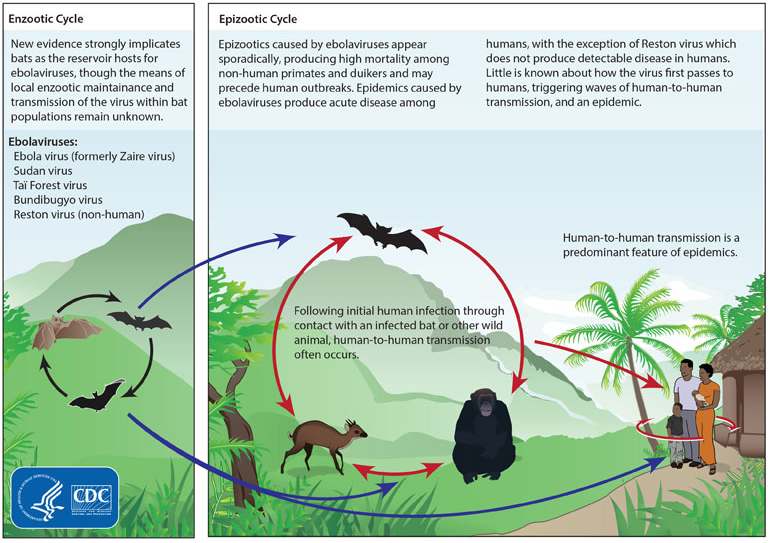
Cicles vírics del virus Ebola

La malaltia del virus Ebola (EVD o EHF, segons les inicials en anglès), o simplement Ebola, és una malaltia del grup de les febres hemorràgiques víriques, que es transmet entre els éssers humans i altres primats causada pel ebolavirus (família Filoviridae, ordre Mononegavirales). Els signes i símptomes solen començar entre dos dies i tres setmanes després de contraure el virus com a febre, mal de coll, dolors musculars, i mal de cap. Llavors apareixen vòmits, diarrea i erupció que generalment segueixen, juntament amb la disminució de la funció del fetge i els ronyons. En aquest moment algunes persones comencen a sagnar tant interna com externament. La malaltia té un alt risc de mort, matant a entre 25 per cent i el 90 per cent dels infectats amb el virus, amb una mitjana cap a 50 per cent. La mort es dona sovint a causa de la baixa pressió sanguínia per la pèrdua de líquids (Xoc hipovolèmic), i en general es produeix 6-16 dies després que apareguin els símptomes.
El virus es propaga a través del contacte directe amb els líquids corporals, com la sang d'éssers humans infectats o altres animals. La propagació també es pot produir pel contacte amb articles contaminats recentment amb fluids. La propagació de la malaltia per l'aire entre els primats, inclosos els humans, no ha estat documentada ni en laboratori ni en condicions naturals. El semen o llet materna d'una persona després de la recuperació d'EVD poden portar el virus entre diverses setmanes o mesos. Es creu que els ratpenats de fruita són els portadors normals de la natura, capaços de propagar el virus sense que estiguin afectats. Altres malalties com el malària, el còlera, la febre tifoide, la meningitis i altres febres hemorràgiques víriques es poden semblar al EVD. S'han provat mostres de sang per detectar ARN viral, anticossos virals o perquè el propi virus confirmi el diagnòstic.
La malaltia es presenta típicament a brots a les regions tropicals de l'Àfrica subsahariana. Des de 1976 (quan es va identificar per primera vegada) fins a 2013, l'OMS va informar de 2.387 casos confirmats amb 1.590 víctimes mortals. El brot més gran fins al moment va ser l'epidèmia de virus d'Ebola a l'Àfrica occidental, que va causar un gran nombre de morts a Guinea, Sierra Leone i Libèria. L'OMS va advertir que el nombre de pacients amb èbola podria ascendir a 20.000, per la qual cosa va invertir 489 milions de dòlars per contenir la malaltia en un període de sis a nou mesos. El brot de Libèria va provocar una crisi humanitària, requerint una ajuda humanitària a gran escala. Brice de la Vinge, director d'operacions de MSF, va dir que fins que no van passar cinc mesos després de la declaració del brot, no es van iniciar debats seriosos sobre el lideratge i la coordinació internacionals, un fet que no era acceptable.

### Leptospirosi

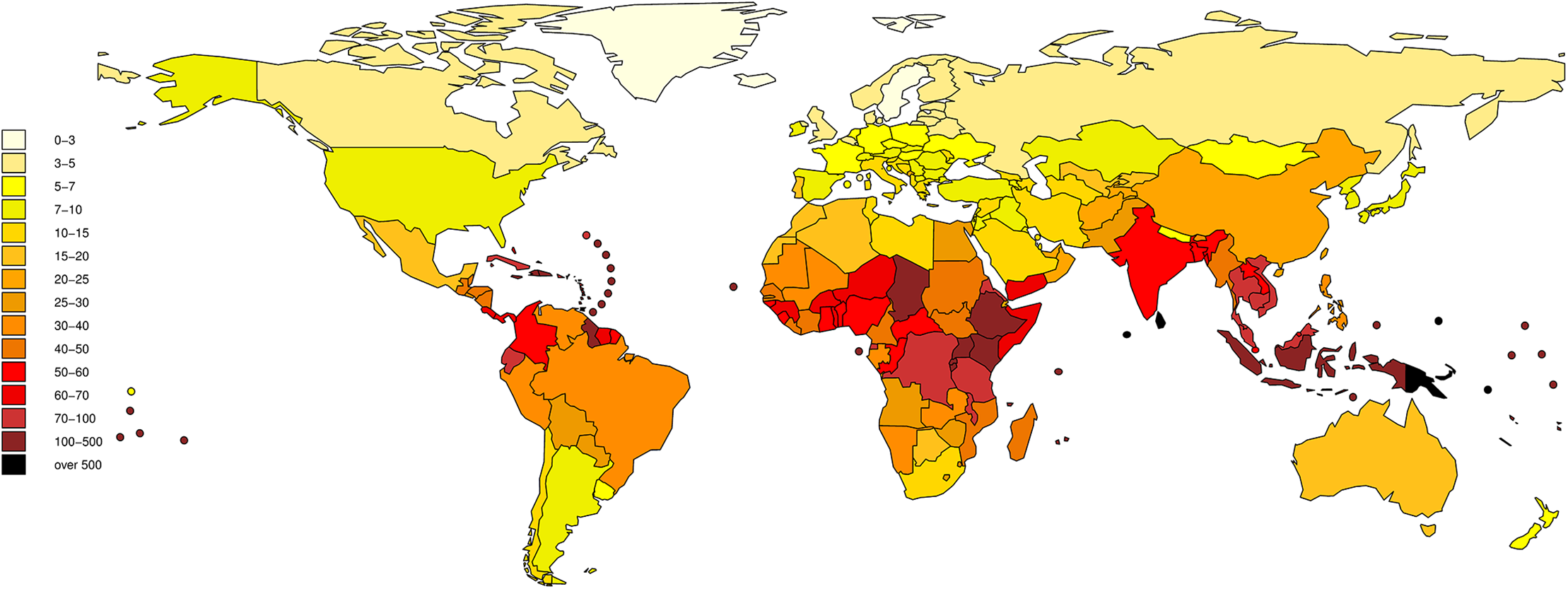
Càrrega de leptospirosi en termes de DALYs (Anys de vida ajustats a la discapacitat: 100.000 a l'any)

La leptospirosi és una infecció sanguínia causada pel bacteri Leptospira. Els signes i símptomes poden ser mínims i arribar a lleus (mals de cap, dolors musculars i febres) fins a greus (hemorràgia pulmonar o meningitis). Coneguda també com a, malaltia de Weil, la forma aguda i severa de leptospirosi, fa que l'individu infectat agafi icterícia (la pell i els ulls es tornen grocs), desenvolupin insuficiència renal i sagnat. L'hemorràgia pulmonar associat a la leptospirosi és conegut com a "síndrome d'hemorràgia pulmonar greu".
Més de deu tipus genètics de Leptospira causen la malaltia en humans. Tant els animals salvatges com els domèstics poden transmetre la malaltia, més comunament els rosegadors. Els bacteris s'estenen als humans a través de l'orina animal, o l'aigua i el sòl contaminats amb l'orina, que entren en contacte amb els ulls, la boca, el nas o que penetren dins la pell. Als països en desenvolupament, la malaltia es produeix més freqüentment en agricultors i persones de baixos ingresos que viuen en zones amb una sanitat deficient. Als països desenvolupats, es produeix durant les pluges intenses i pot afectar aquells que participen en activitats a l'aire lliure en zones càlides i humides. El diagnòstic es fa normalment provant anticossos contra els bacteris o trobant ADN bacterià a la sang.
Els esforços per prevenir la malaltia comprenen introduir equips de protecció per bloquejar el contacte quan es treballa amb animals potencialment infectats, rentar-se després del contacte i reduir rosegadors a les zones on viuen i treballen les persones. L'antibiòtic doxiciclina és eficaç per prevenir la infecció per leptospirosi. Les vacunes humanes tenen una utilitat limitada. Però les vacunes per a altres animals estan més àmpliament disponibles. El tractament majoritari quan l'individu està infectat es produeix amb antibiòtics com la doxiciclina, la penicil·lina o la ceftriaxona.El risc global de mort és del 5-10%. Tanmateix, quan els pulmons estan afectats, el risc de mort augmenta entre un 50-70%.
Es calcula que un milió de persones a tot el món estan infectades per leptospirosi cada any, causant al voltant de 58.900 morts. La malaltia és més comuna a les zones tropicals del món, però pot aparèixer en qualsevol lloc.Es poden produir brots després de fortes pluges. La malaltia va ser descrita per primer cop pel metge Adolf Weil a Alemanya el 1886.
Els països amb més incidència reportada es troben a la regió Àsia i Pacífic (Seychelles, Índia, Sri Lanka i Tailàndia) amb taxes d'incidència superiors a 10 per 1.000.000 de persones. També es troba a Amèrica Llatina i el Carib (Trinitat i Tobago, Barbados, Jamaica, El Salvador, Uruguai, Cuba, Nicaragua i Costa Rica) L'augment del tràsnit global i l'ecoturisme ha provocat canvis dramàtics en l'epidemiologia de la leptospirosi. Viatgers d'arreu del món s'han vist exposats a l'amenaça de leptospirosi. Malgrat la disminució de la prevalença de leptospirosi a les regions endèmiques, els països que no eren endèmics ja presenten un nombre creixent de casos a causa de l'exposició recreativa Els viatgers internacionals que es dediquen a practicar esports d'aventura estan directament exposats a nombrosos agents infecciosos del medi i ara representen una proporció creixent de casos a tot el món

### COVID-19

Altenatives per aplanar la corva dels afectats per la COVID-19

La malaltia COVID-19 és una malaltia infecciosa causada pel virus SARS-CoV-2. La malaltia es va identificar per primera vegada el desembre de 2019 a Wuhan, la capital de la província de Hubei de la Xina, i des d'aleshores s'ha estès a nivell mundial, donant lloc a la pandèmia coronavirus del 2019-2020 en curs. Els símptomes freqüents són febre, tos i dificultat respiratòria. Altres símptomes poden incloure fatiga, dolor muscular, diarrea, mal de gola, pèrdua d'olor i dolor abdominal. Mentre que la majoria dels casos donen símptomes lleus, alguns progressen cap a una pneumònia virica i una fallada mutliorgànica. A partir del 7 d'abril de 2020, més d'1,34 milions de casos s'havien informat en més de 200 països i territoris, donant lloc a més de 74.800 morts. Més de 284.000 persones s'han recuperat.
El virus es propaga principalment durant un contacte proper i per petites gotes produïdes quan les persones infectades tosen, esternuden o parlen. Aquestes petites gotes també es poden produir durant la respiració. Tanmateix, cauen ràpidament a terra o superfícies i no es solen estendre per l'aire a grans distàncies. Les persones també es poden infectar tocant una superfície contaminada i després la seva cara. El virus pot sobreviure en superfícies fins a 72 hores. És més contagiosa durant els primers tres dies després de l'aparició dels símptomes, tot i que la propagació pot ser possible abans que apareguin els símptomes i en etapes posteriors de la malaltia. El temps d'exposició a l'aparició dels símptomes és d'uns cinc dies aproximadament, però pot variar de dos a 14 dies. El mètode estàndard de diagnòstic és la reacció en cadena de la polimerasa de transcripció inversa en temps real (rRT-PCR) a partir d'un frotis nasofaríngic. La infecció també es pot diagnosticar a partir d'una combinació de símptomes, factors de risc i una exploració Tomografia computada toracica que mostra característiques de la pneumònia.
Les mesures recomanades per prevenir la infecció inclouen el rentat freqüent de les mans, el distanciació social (mantenint la distància física especialment d'aquells que prsentin símptomes), tapar tos i esternuts amb un teixit o colze interior i mantenir les mans sense rentar a distància de la cara. L'ús de màscares es recomana per a aquells que sospiten que tenen el virus i els seus cuidadors. Les recomanacions per a l'ús de màscares per al públic general varien. Mentre que algunes autoritats es posicionen en contra del seu ús, altres recomanen el seu ús, i fins i tot d'altres el reclamen com indispensable.Actualment, no hi ha cap vacuna o tractament antiviral específic per a COVID-19. La gestió implica tractament de símptomes, cures pal·liatives, tractament simptomàtic, aïllament i mesures experimentals.
Es creu que el virus és natural i que té un origen animal, per infecció per vessament. Es desconeix l'origen, però a desembre de 2019 la propagació de la infecció es va generar gairebé íntegrament per la transmissió entre humans. La primera infecció es va informar que s'ha produït de forma no oficial el 17 de novembre de 2019 a Wuhan, Xina. Un estudi dels primers 41 casos de COVID-19 confirmat, publicat el gener del 2020 a The Lancet, va revelar la data incial de l'aparició dels símptomes a partir de l'1 de desembre de 2019. Les publicacions oficials de l'OMS van notificar el primer aparició de símptomes el 8 de desembre de 2019.

## Malalties no transmissibles
La globalització pot beneficiar persones amb malalties no transmissibles, com problemes cardíacs o de salut mental. El comerç i les regles mundials establertes per l'Organització Mundial del Comerç poden beneficiar en realitat la salut de les persones augmentant els seus ingressos i permetre’ls tenir una millor assistència sanitària. També és important l'ingrés nacional d'un país, obtingut majoritàriament mitjançant la negociació al mercat global, perquè dicta quant gasta un govern en l'atenció sanitària dels seus ciutadans. També s'ha de reconèixer que una expansió en la cura de les malalties sovint acompanyen el desenvolupament nacional, per la qual cosa l'efecte net no son clarament beneficiosos per la mateixa malaltia i altres factors relacionats. La síndrome metabòlica és un exemple evident. Tot i que els països més pobres encara no l'han experimentat, continuen patint malalties enumerades anteriorment.